# Deporte en América del Sur

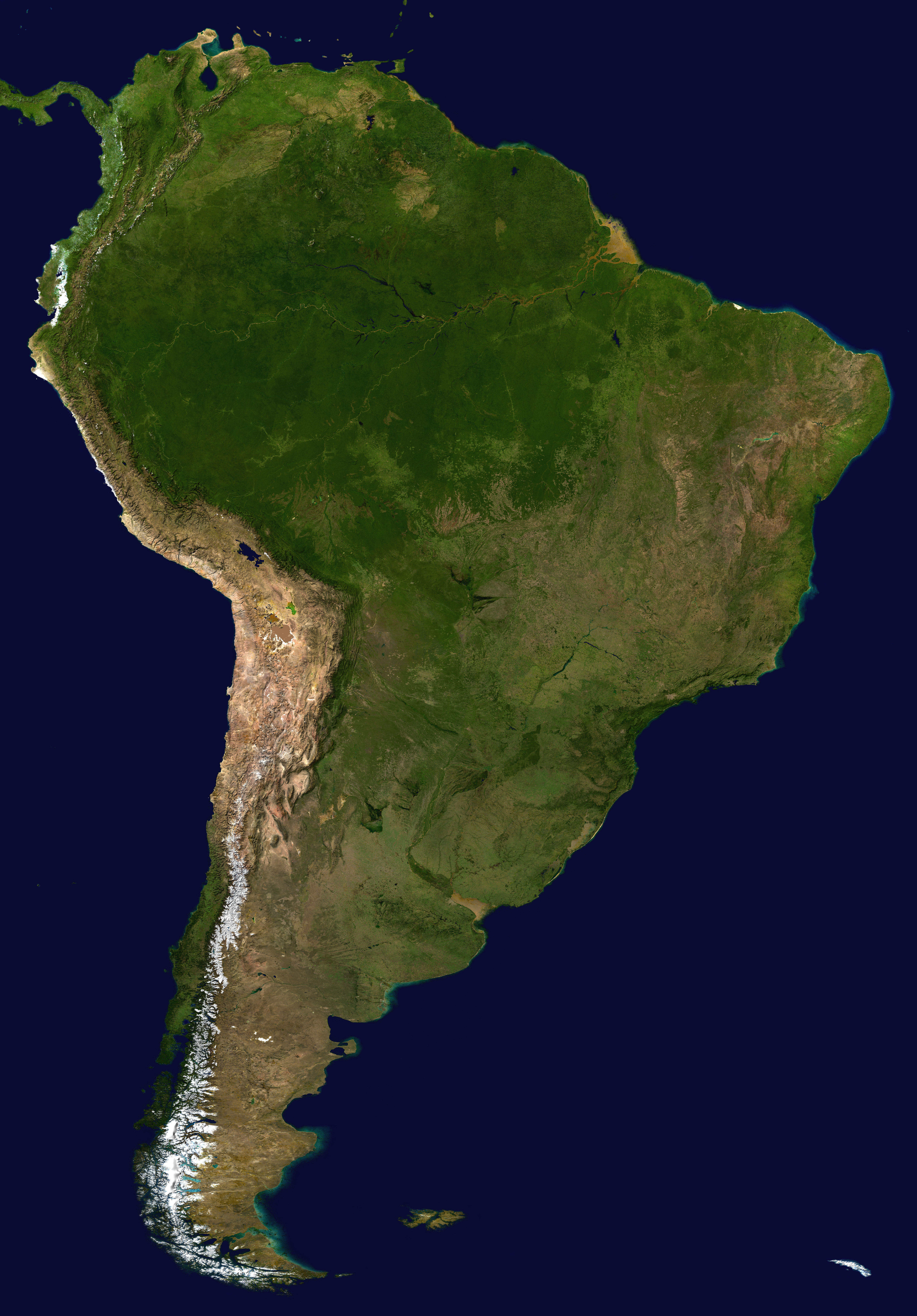
América del Sur.

En América del Sur el deporte es muy practicado. La Organización Deportiva Sudamericana (ODESUR) es la asociación de los comités olímpicos nacionales de los países sudamericanos y tiene como misión promocionar los fines y principios del movimiento olímpico. Los Juegos Sudamericanos son la competición más importante a nivel regional y es un acontecimiento deportivo celebrado cada cuatro años.
El deporte más popular es el fútbol y está representado por la Confederación Sudamericana de Fútbol. El torneo más importante a nivel selecciones es la Copa América, mientras que a nivel de clubes es la Copa Libertadores de América. En cuanto a la Copa Mundial de Fútbol, cabe destacar que en 10 de las 22 ediciones el campeón ha sido una selección sudamericana.

## Por deporte

### Artes marciales mixtas y Jiu-jitsu brasileño

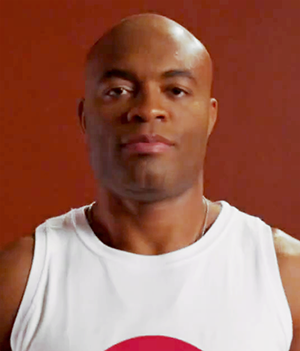
Anderson Silva.

En las artes marciales mixtas (MMA), Brasil es el país sudamericano más exitoso y es el único país de América Latina en ser catalogado como «potencia», habiendo producido varios campeones como Anderson Silva, José Aldo, Lyoto Machida, Vitor Belfort, Royce Gracie, Wanderlei Silva, Minotauro, Mauricio Rua, Murilo Bustamante, Junior dos Santos, Rafael dos Anjos, Fabricio Werdum, Alex Pereira, Amanda Nunes y muchos otros. También el único país del continente en tener al menos un campeón e importantes promotoras de distintas regiones del mundo. El segundo país de América del Sur más exitoso en MMA es Perú, que ha exportado numerosos peleadores al extranjero, destacando Juan Díaz, Enrique Barzola, Claudio Puelles y Daniel Marcos. Después de ambos, le siguen Colombia, Chile y Ecuador.
El jiu-jitsu brasileño se originó en Brasil en la década de 1910 y enfatiza las técnicas de lucha en el suelo y las técnicas de sumisión que involucran bloqueos de articulaciones y estrangulamientos. Hélio Gracie tenía una complexión bastante pequeña y cambió el jiu-jitsu (originario de Japón) para ser utilizado por cualquier persona en una situación de lucha real. Gracie Jiu Jitsu se hizo conocido internacionalmente en la década de 1990, debido a los luchadores muy hábiles de la familia Gracie, a saber, Hélio Gracie, Royce Gracie y Rickson Gracie, que también son responsables de difundir la práctica de vale tudo, que significa todo vale que se convirtió en promociones de artes marciales mixtas como PRIDE, DREAM y UFC.

### Atletismo

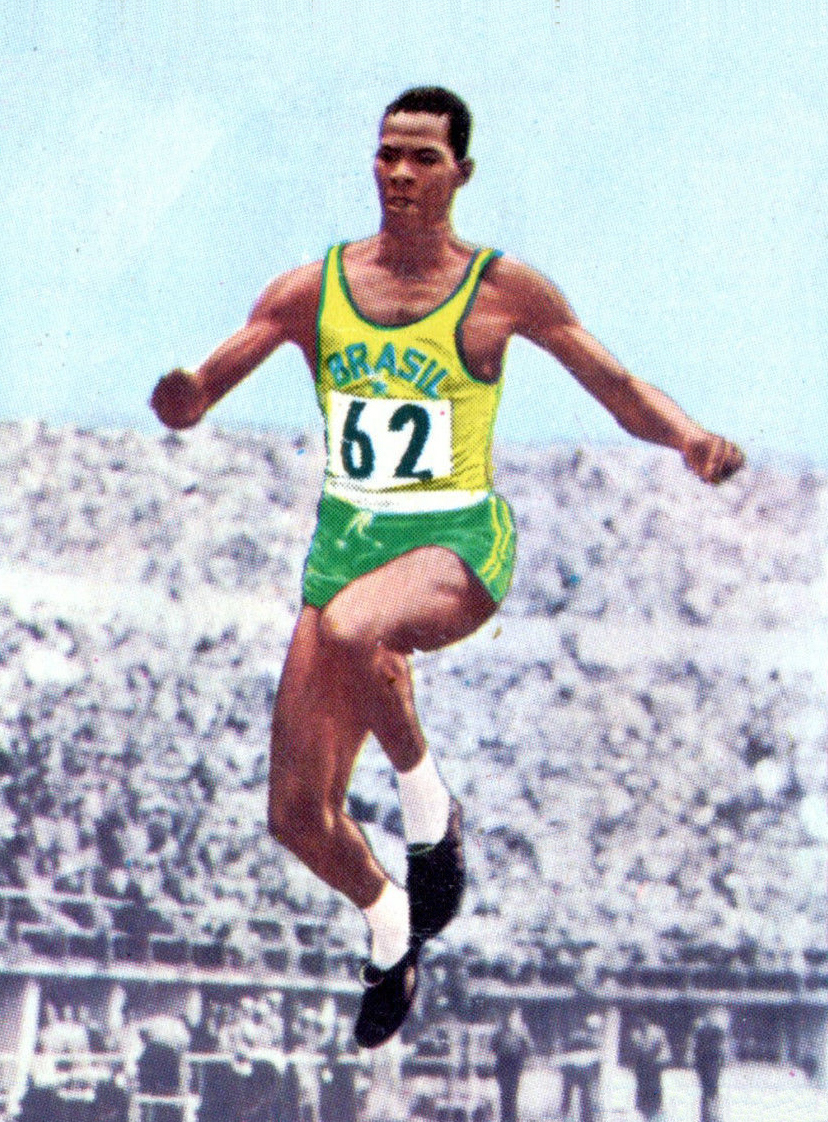
Adhemar Ferreira da Silva.

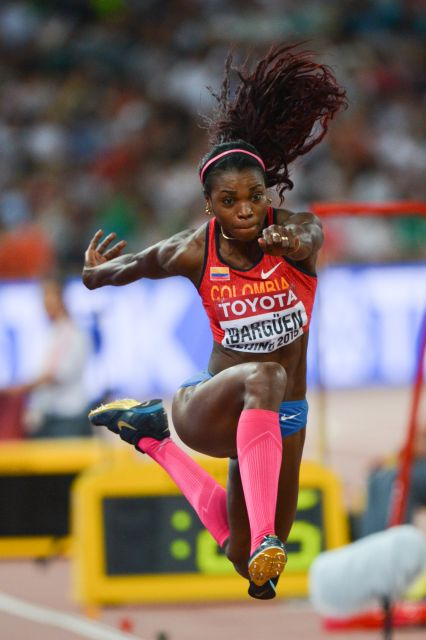
Caterine Ibargüen.

Brasil es el país que más se destaca en atletismo en el continente, con numerosos medallistas en Juegos Olímpicos y Mundiales. Los atletas más destacados del país son: Adhemar Ferreira da Silva, Joaquim Cruz, Maurren Maggi, Thiago Braz, Vanderlei Cordeiro de Lima, João Carlos de Oliveira, Robson Caetano, Fabiana Murer, Alison dos Santos, Nelson Prudêncio, Jadel Gregório, Zequinha Barbosa, Sanderlei Parrela, Claudinei Quirino, Vicente de Lima, André Domingos, Édson Ribeiro, Caio Bonfim, Rosângela Santos, Letícia Oro Melo, Mauro Vinícius da Silva y Darlan Romani.
Numerosos atletas sudamericanos se han destacado internacionalmente. El atleta chileno Luis Subercaseaux participó en los primeros Juegos Olímpicos de 1896, siendo el primer deportista iberoamericano en competir en los Juegos Olímpicos.
La atleta argentina Noemí Simonetto fue la primera mujer sudamericana en obtener una medalla en este deporte, al ganar la medalla de plata en salto en largo en los Juegos Olímpicos de Londres 1948.
Los deportistas que han obtenido medallas de oro en los Juegos Olímpicos son los argentinos Juan Carlos Zabala y Delfo Cabrera, los brasileños Adhemar Ferreira da Silva, Joaquim Cruz, Maurren Maggi y Thiago Braz, la colombiana Caterine Ibargüen, el ecuatoriano Jefferson Pérez y la venezolana Yulimar Rojas. Atletas de Argentina, Brasil, Chile, Colombia, Ecuador y Venezuela han obtenido medallas olímpicas.
En el Campeonato Mundial de Atletismo deportistas de Colombia, Ecuador, Brasil, Perú y Venezuela han sido campeones mundiales y obtenido medallas. Jefferson Pérez es el único sudamericano que ha ganado tres medallas de oro de forma consecutiva en 2003, 2005 y 2007.

### Balonmano

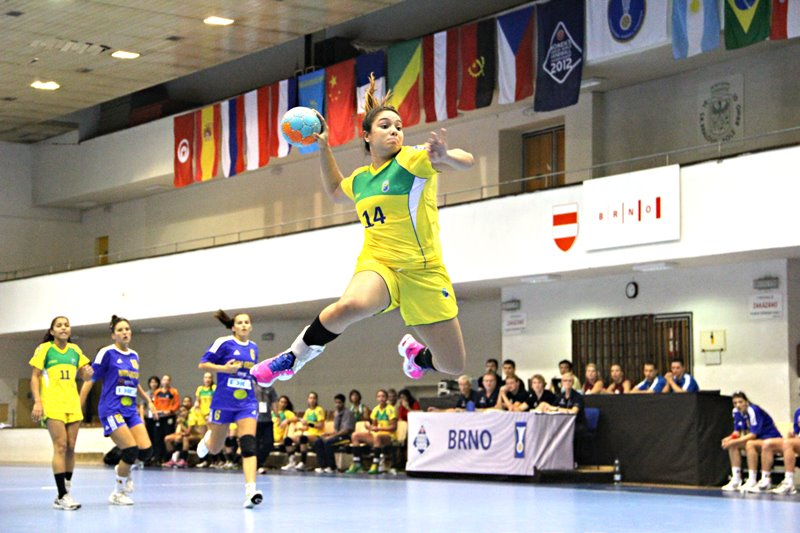
Deborah Nunes.

El balonmano es un deporte que llegó con los inmigrantes alemanes, que es muy popular en las escuelas de América del Sur. Es el segundo deporte más practicado en las escuelas de Brasil. La Selección femenina de balonmano de Brasil es, en cuanto a resultados, la mejor selección de balonmano de América. En el Campeonato Mundial de Balonmano Femenino de 2013, se coronó campeona al derrotar a la selección anfitriona por 22-20. También terminó quinto en los Juegos Olímpicos de 2016. La Selección Masculina de Balonmano de Brasil es considerada la mejor de América del Sur, siendo la selección masculina de balonmano de Argentina su mayor rival. El mayor logro de la selección brasileña fue terminar en el 7º puesto del Campeonato Mundial de Balonmano Masculino de 2025, derrotando a potencias europeas de la modalidad y siendo eliminado únicamente por el eventual campeón del torneo., además de también haber finalizado en el 7º puesto en los Juegos Olímpicos de Verano de 2016.

### Básquetbol

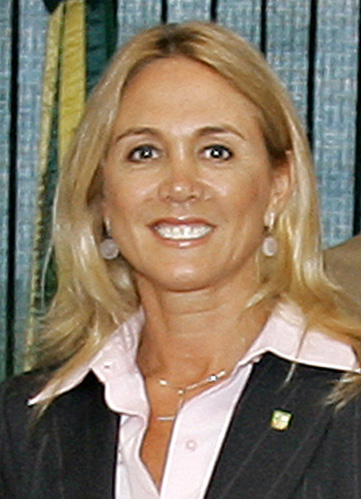
Hortência Marcari.

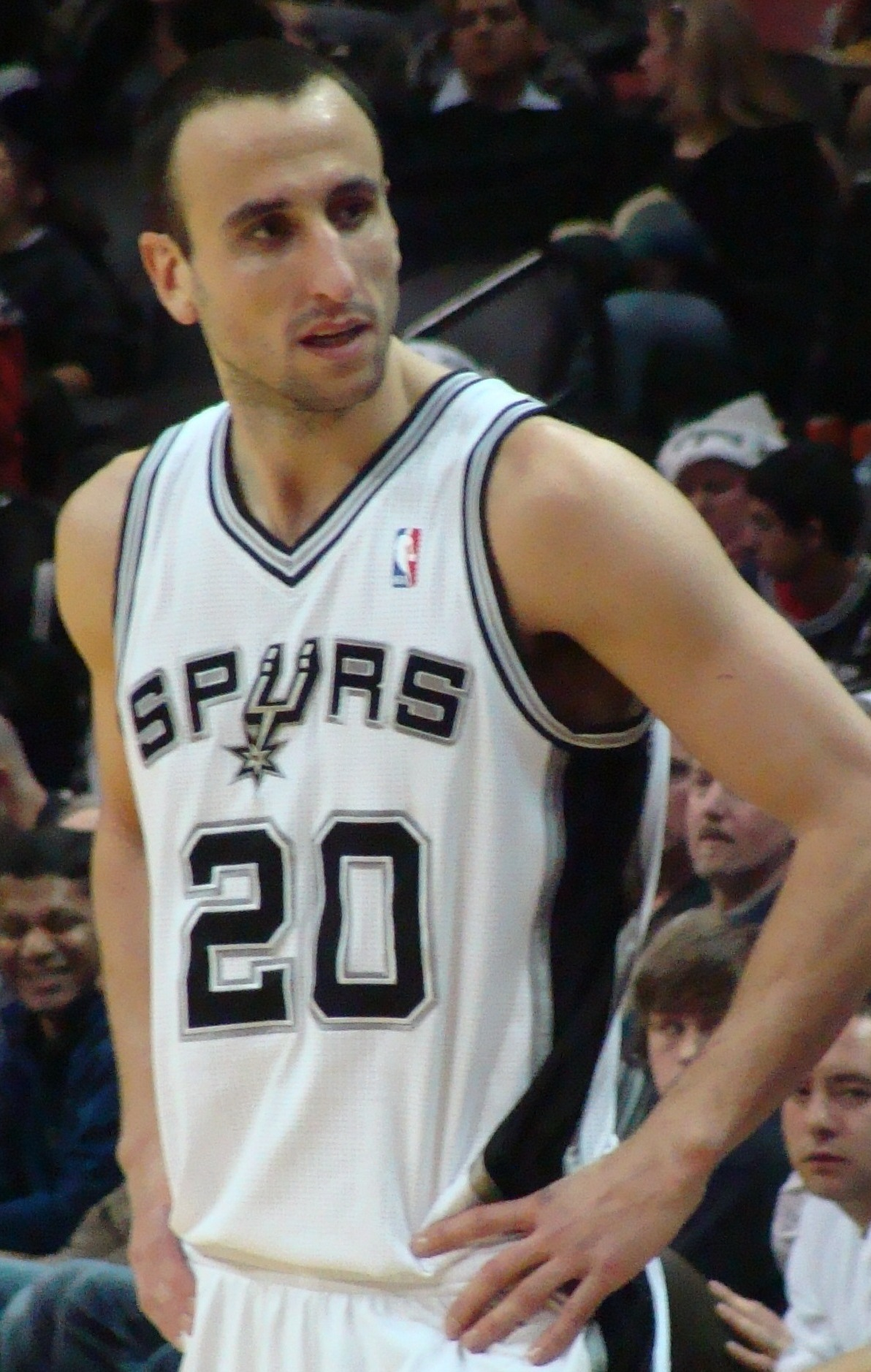
Manu Ginóbili.

En el básquet o baloncesto, los países sudamericanos que se destacan internacionalmente son: Argentina y Brasil.
Argentina y Brasil han sido los únicos en conseguir la victoria en el Campeonato Mundial: Argentina en una oportunidad (1950) y Brasil en dos (1959 y 1963). La selección de Chile ha obtenido el tercer lugar del mundial en dos oportunidades (1950 y 1959). En los Juegos Olímpicos, Argentina ha alcanzado la medalla de oro en una oportunidad, más precisamente en los Juegos Olímpicos de Atenas 2004, siendo la única selección del mundo existente en tener esta medalla además de Estados Unidos, ya que Yugoslavia y la Unión Soviética dejaron de existir. En los Juegos Olímpicos de Pekín 2008, la Selección argentina ganó la medalla de bronce. Brasil obtuvo tres veces la medalla de bronce y Uruguay dos. La selección femenina de baloncesto de Brasil es uno de los mejores equipos del mundo que ganó el Campeonato Mundial de Baloncesto Femenino de 1994, obtuvo el subcampeonato olímpico en 1996 y con tres jugadoras en el Salón de la Fama: Hortência Marcari, Maria Paula Silva y Janeth Arcain.
El Campeonato Sudamericano Masculino enfrenta a las selecciones masculinas desde 1930. Brasil lidera el historial con 18 títulos, seguido de Argentina con 13 y Uruguay con 11. En los Juegos Panamericanos, la selección masculina de Brasil ha conseguido seis medallas de oro y Argentina tres. En el Campeonato FIBA Américas, Brasil ha obtenido cuatro títulos, Argentina tres y Venezuela uno.
En el Campeonato FIBA Américas Femenino, Brasil lidera el historial con cinco títulos, mientras que Argentina logró dos subcampeonatos. En los Juegos Panamericanos, Brasil ha conseguido tres medallas de oro, en tanto que Chile ha conseguido medallas de plata y bronce. En el Campeonato Sudamericano, Brasil ha dominado con 25 títulos, seguido de Chile con cuatro.
En la Liga de las Américas, los clubes de Argentina han ganado cinco veces y los de Brasil cuatro.

### Béisbol

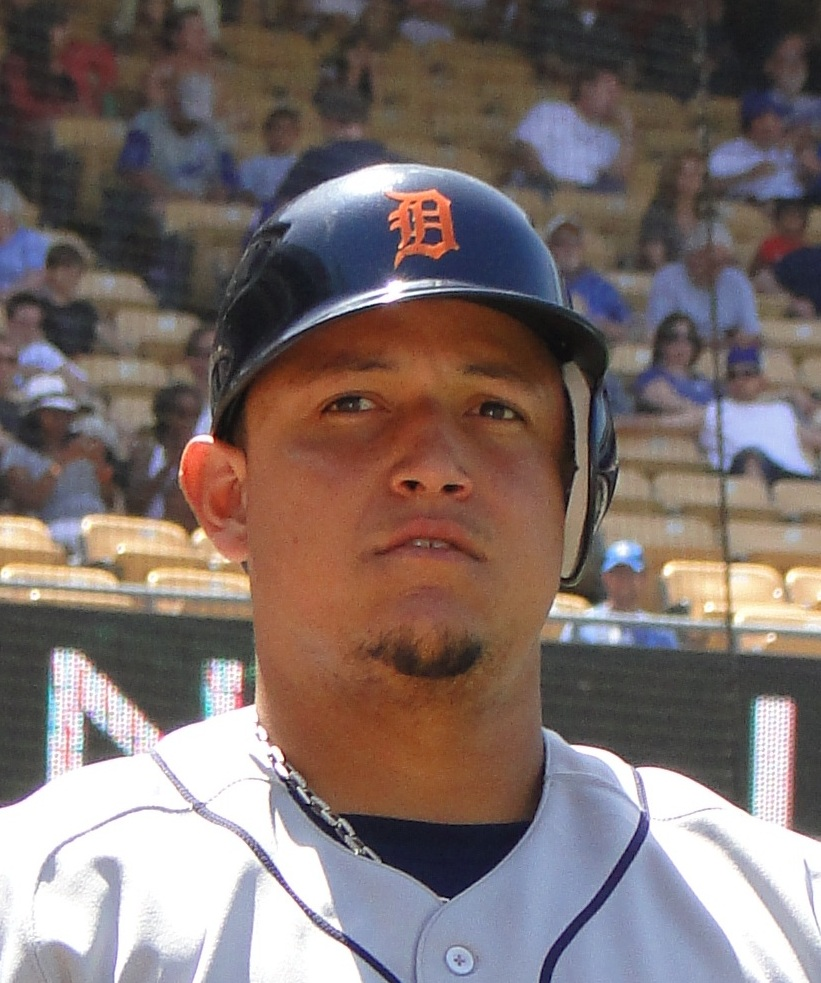
Miguel Cabrera.

En el béisbol, el país sudamericano que se destaca internacionalmente es Venezuela.
La era moderna del béisbol y el pico de su popularidad llega en 1941 cuando Venezuela vence a Cuba y se proclama campeón mundial en la final de la Copa Mundial de Béisbol. La selección venezolana también ganó el torneo en 1944 venciendo a México en la final y 1945 derrotando a Colombia en la final ambos torneos realizados en Caracas, siendo la selección más ganadora después de Cuba y Estados Unidos.
También ganó la medalla de oro en el torneo de béisbol en los Juegos Panamericanos de 1959 y en categorías menores la selección de béisbol de Venezuela ganó la Copa Mundial de Béisbol Sub-23 de 2021 y la Copa Mundial de Béisbol Sub-15 de 2012.
La Liga Venezolana de Béisbol Profesional es la liga de mayor nivel y una de las mejores organizadas de América Latina teniendo a los Leones del Caracas como el equipo más ganador con un total de 21 Títulos. El equipo campeón participa en la Serie del Caribe de béisbol, torneo que reúne a los clubes campeones de las ligas de República Dominicana, Puerto Rico, México, Cuba, Colombia, Panamá y Venezuela. Los equipos venezolanos han ganado el torneo en 7 oportunidades: Leones del Caracas 2, Navegantes del Magallanes 2, Águilas del Zulia 2 y los Tigres de Aragua 1 vez. 
Venezuela había sido hasta 2013, cuando Brasil participó, el único país de la región que participaba del Clásico Mundial de Béisbol, siendo además un animador constante del certamen, teniendo en la edición 2009 su mejor participación al ubicarse en el tercer lugar. Venezuela es catalogada como una de las principales potencias del béisbol a nivel mundial junto a países como Estados Unidos, Japón, Cuba, República Dominicana y Puerto Rico, entre otros, además de tener la segunda mayor cantidad de extranjeros en las Grandes Ligas de Béisbol, entre ellos destacan: Miguel Cabrera, José Altuve, Ronald Acuña Jr., Salvador Pérez, Gleyber Torres entre otros.
Este deporte también es practicado en la Costa Atlántica de Colombia, donde históricamente goza de gran popularidad. Durante la década de los años 40´s el béisbol era de los deportes más populares de Colombia, siendo la selección considerada en su momento una potencia mundial, tanto así que llegó a ser campeona en dos ocasiones de la extinta Copa Mundial de Béisbol de la IBAF (1947 y 1965), y ganadora además de medallas en los principales campeonatos continentales y regionales. También cosechó grandes éxitos en la década de los 60 y 70. La calidad del béisbol colombiano disminuyó ostensiblemente en los años 80, al punto de estar ausente en la mayoría de los torneos de élite de este deporte. Con llegada de los años 90 y del nuevo milenio el deporte recuperó parte de su popularidad en el país, gracias a la presencia de colombianos en las Grandes Ligas, entre los que destacaban Edgar Rentería y Orlando Cabrera, siendo ambos ganadores de Series Mundiales en las Grandes Ligas. La selección debutó en el Clásico Mundial de Béisbol en su edición 2017, donde obtuvo un importante triunfo ante un equipo de élite como Canadá, que le permitió clasificar a la siguiente edición del torneo en 2021.

### Boxeo

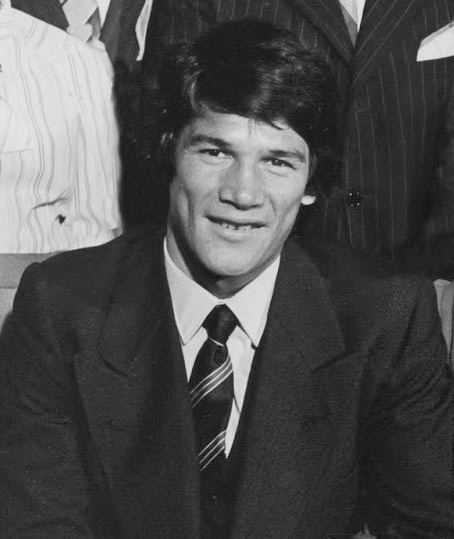
Carlos Monzón.

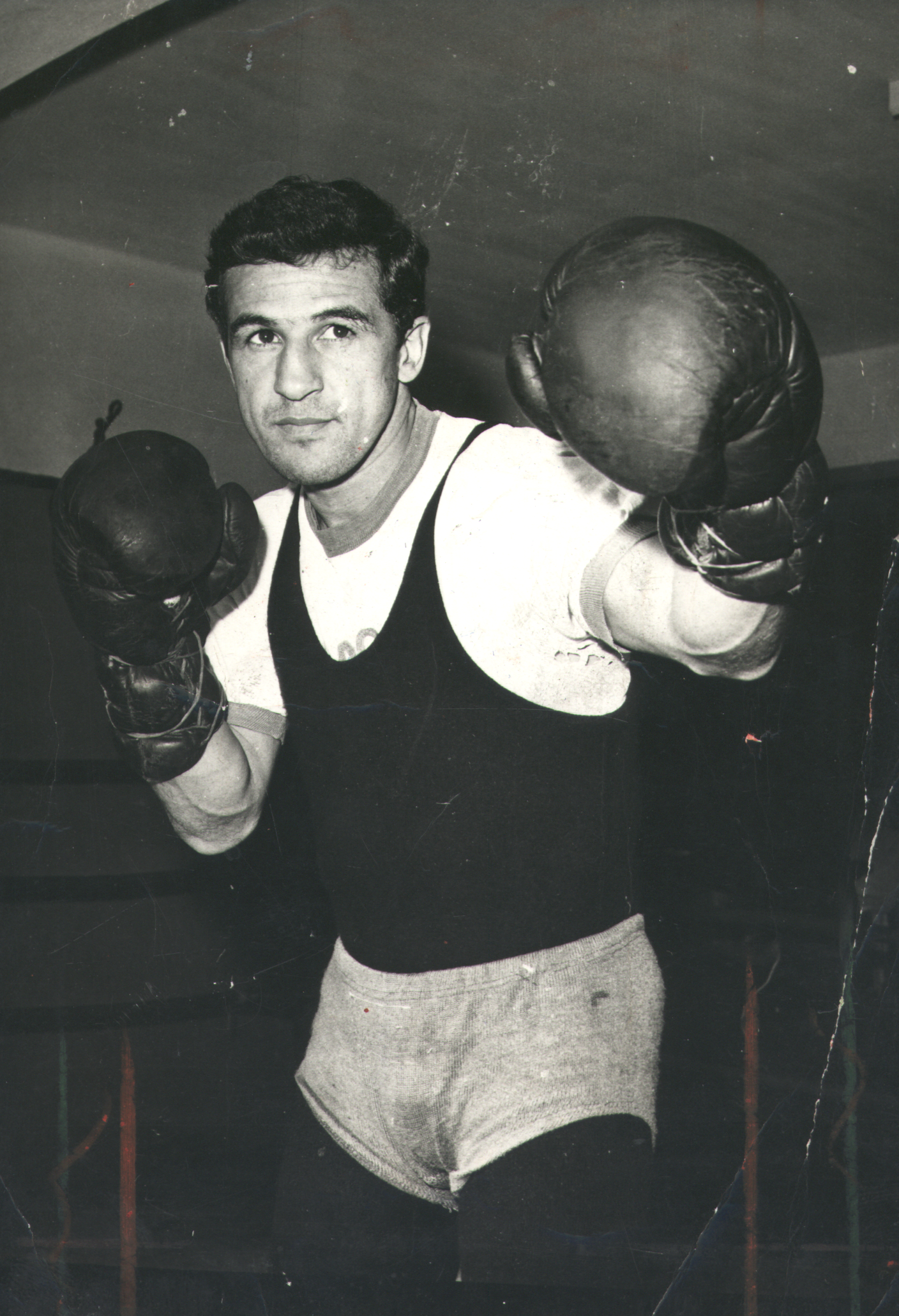
Éder Jofre.

El boxeo es muy popular en la mayoría de los países sudamericanos. Argentina cuenta con 40 campeones mundiales - los boxeadores históricamente más importantes son: Carlos Monzón, Horacio Accavallo, Santos Laciar, Juan Martín Coggi, Nicolino Locche, Víctor Galíndez, Jorge Castro, Marcela Acuña y Sergio Martínez. En Brasil, Eder Jofre,  Acelino Freitas, Maguila, Miguel de Oliveira, Valdemir Pereira, Rose Volantê y Patrick Teixeira son ex campeones mundiales; Robson Conceição y Hebert Conceição fueron campeones olímpicos, y otros medallistas olímpicos fueron Servílio de Oliveira, Yamaguchi Falcão, Esquiva Falcão, Abner Teixeira, Adriana Araújo y Beatriz Ferreira. Otros países que han tenido campeones mundiales en boxeo son Chile, Colombia, Uruguay y Venezuela.
En los Juegos Olímpicos boxeadores de Argentina, Venezuela, Brasil, Colombia, Chile y Uruguay han logrado medallas olímpicas.

### Ciclismo

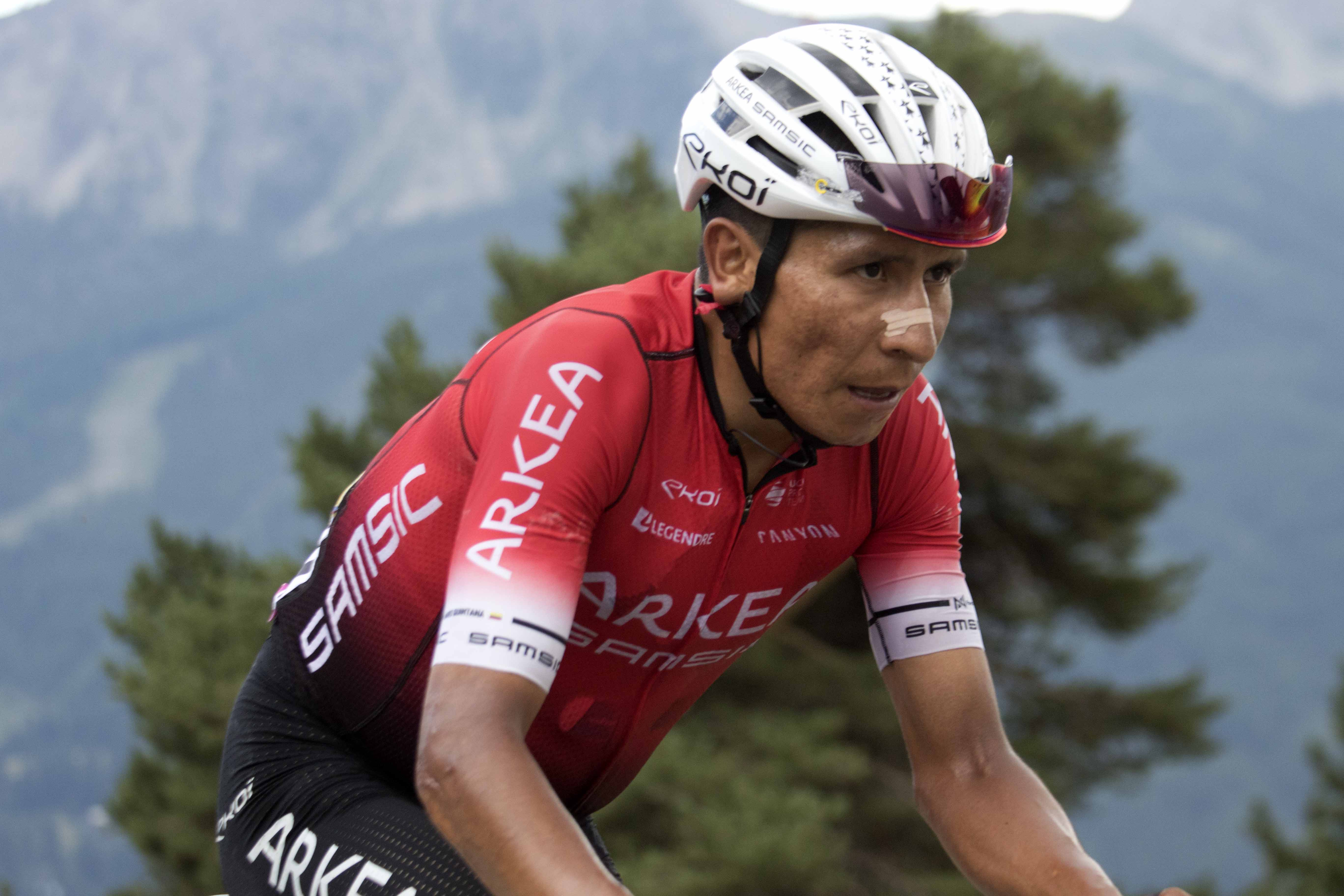
Nairo Quintana.

Colombia es el país que más se destaca en este deporte en América del Sur y es, sin duda, la potencia sudamericana y latinoamericana por excelencia, y de las mayores potencias mundiales de este deporte. Desde de la década de los 80´s, el ciclismo latinoamericano empezó a tener resultados notables con victorias de ciclistas colombianos, conocidos en el mundo como los "escarabajos" por su baja estatura y competitividad en la alta montaña, con nombres como Fabio Parra y Luis Herrera; el primero llegó al podio en el Tour de Francia 1988 y el segundo fue campeón de la Vuelta a España en la edición de 1987, además de ganar dos veces la clasificación de montaña en la misma competencia (la que ganó en 1987 y en 1991). Herrera también ganó dos veces la clasificación de montaña en el Tour de Francia (1985 y 1987) y una del Giro de Italia (1989). 
Es importante destacar las actuaciones de Santiago Botero, quien llegó a proclamarse campeón del mundo de contrarreloj en 2002, hecho inédito para el ciclismo latinoamericano, y campeón de la montaña en el Tour de Francia 2000 y de Víctor Hugo Peña quien, hasta la victoria en la general de Egan Bernal en la edición 2019, había sido el único ciclista colombiano y latino en vestir el maillot amarillo, que identifica al líder del Tour de Francia, manteniéndolo durante tres etapas en la edición de 2003. Son varios los ciclistas colombianos que han ganado etapas en las grandes carreras y ganado clasificaciones de montaña en las mismas, convirtiéndolo en un país con grandes resultados en este deporte. Es probablemente el deporte que más triunfos internacionales le ha entregado a Colombia. 
Otros ciclistas colombianos y sudamericanos que se han destacado en este deporte son: Rigoberto Urán, segundo en la general del Giro de Italia 2013 y 2014 y segundo en el Tour de Francia 2017, además de medalla de plata en los Juegos Olímpicos de Londres 2012, histórico para el ciclismo de ruta latinoamericano. También se destacan Carlos Betancur, campeón juvenil y quinto en la clasificación del Giro de Italia 2013, además de ser el primer latino en ganar la general de la París-Niza en 2014 además de mejor joven y Miguel Ángel López, dos veces campeón juvenil en el Giro de Italia (2018 y 2019) y una de los jóvenes en la Vuelta a España (2017). El ciclista colombiano Nairo Quintana, uno de los ciclistas más destacados de Latinoamérica, quedó segundo en el Tour de Francia 2013 y 2015 y tercero en 2016, además de coronarse como líder de la montaña en 2013 y campeón de los jóvenes en 2013 y 2015. También se coronó campeón del Giro de Italia 2014 en la general y jóvenes, además del segundo lugar obtenido en la edición 2017. Finalmente, se coronó campeón de la Vuelta a España 2016. Siendo los ciclistas colombianos expertos escaladores, es de destacar el triunfo del esprínter Fernando Gaviria en la clasificación por puntos del Giro de Italia 2017.
Con todos estos logros en la ruta por parte de ciclistas colombianos hay que destacar la victoria en la clasificación general del Giro de Italia 2019 del ecuatoriano Richard Carapaz, siendo el primer ciclista sudamericano y latinoamericano no colombiano que gana una Gran Vuelta.
En Argentina los ciclistas Juan Curuchet y Walter Pérez obtuvieron la medalla de oro olímpica en la prueba Madison o americana en los Juegos Olímpicos de Pekín 2008. También José Torres se consagró campeón olímpico en los Juegos Olímpicos de París 2024 en BMX Freestyle.

### Deporte Motor

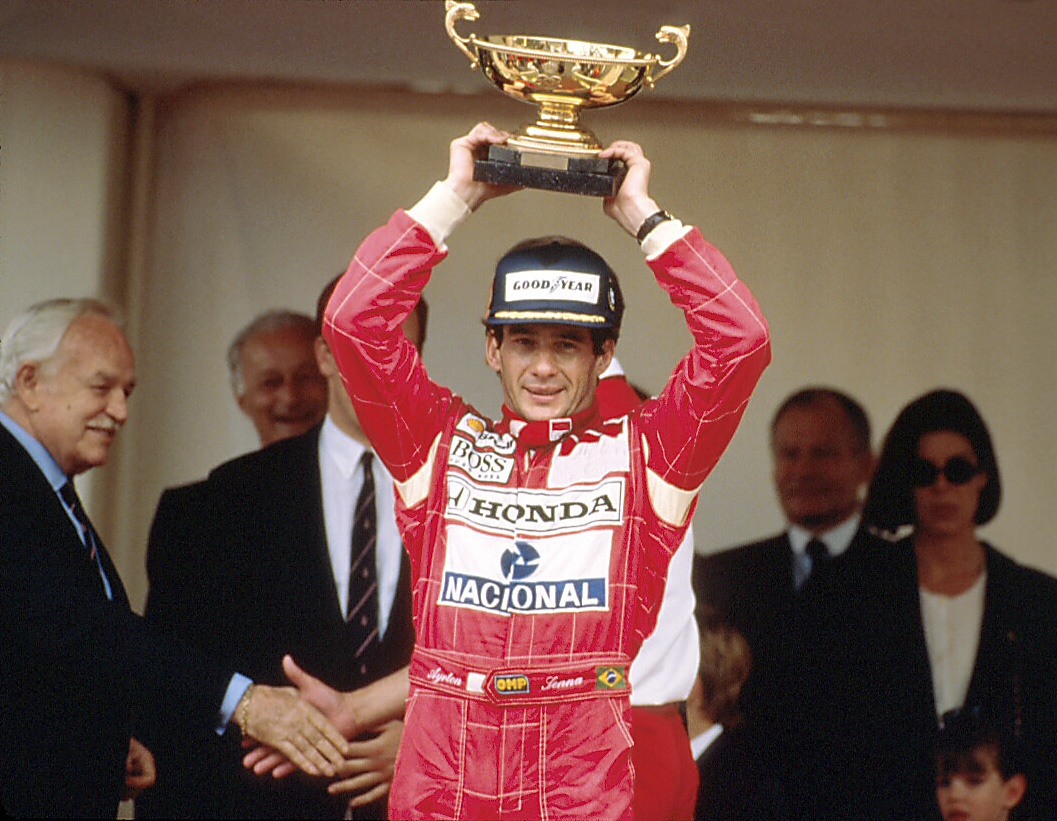
Ayrton Senna, el piloto brasileño más exitoso de la Fórmula 1.

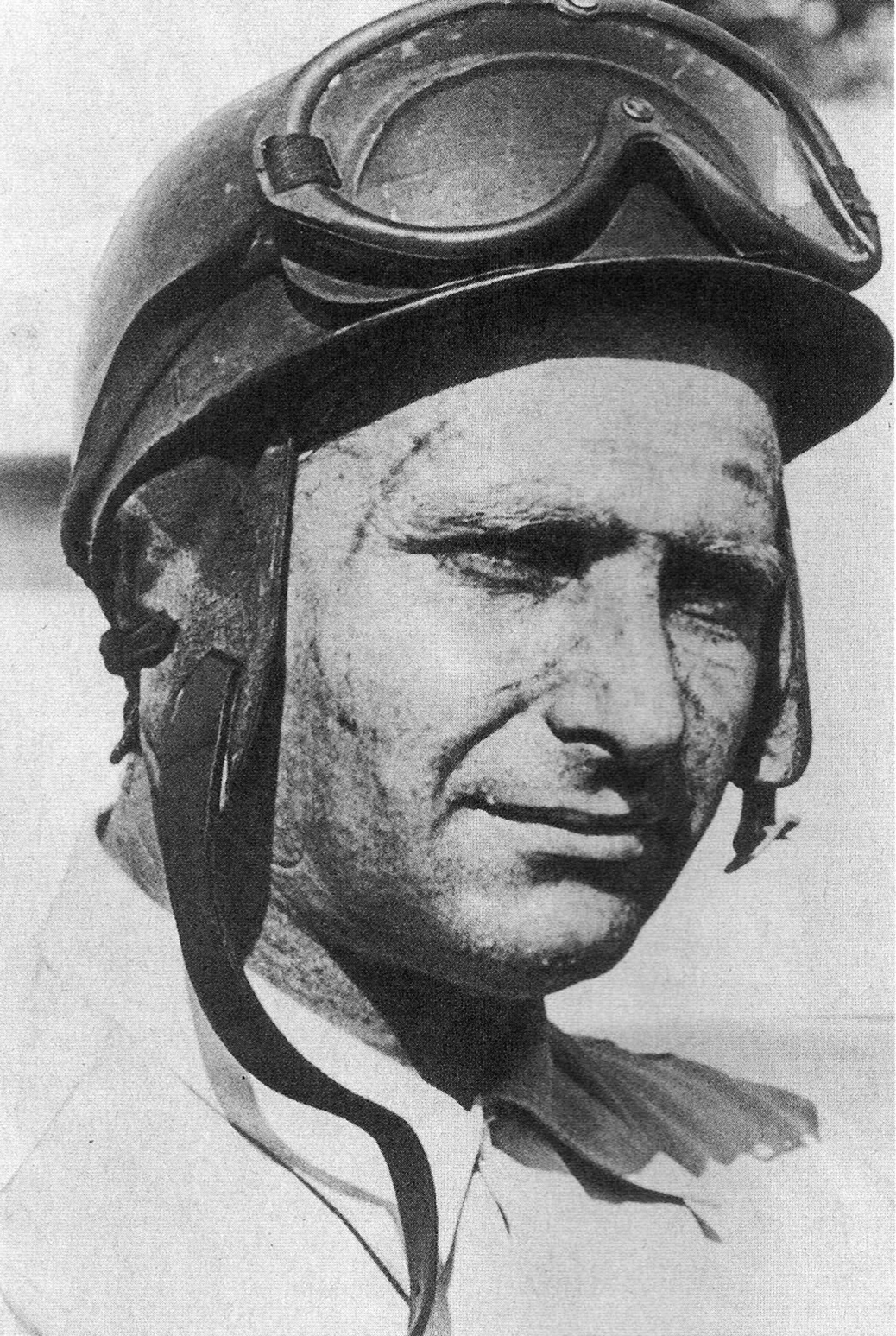
Juan Manuel Fangio, cinco veces campeón de Fórmula 1.

En la Fórmula 1 ha habido una serie de pilotos sudamericanos que han tenido destacados logros. El argentino Juan Manuel Fangio y los brasileños Emerson Fittipaldi, Nelson Piquet y Ayrton Senna han sido campeones mundiales. Otros que se han destacado han sido el brasileño Rubens Barrichello subcampeón de 2002 y 2004, el argentino Carlos Reutemann, subcampeón en 1981, y el colombiano Juan Pablo Montoya, tercero en 2004. En la Indy se han destacado numerosos brasileños, entre ellos Emerson Fittipaldi, Hélio Castroneves, Tony Kanaan, Gil de Ferran y Cristiano da Matta, así como el colombiano Juan Pablo Montoya y el chileno Eliseo Salazar.

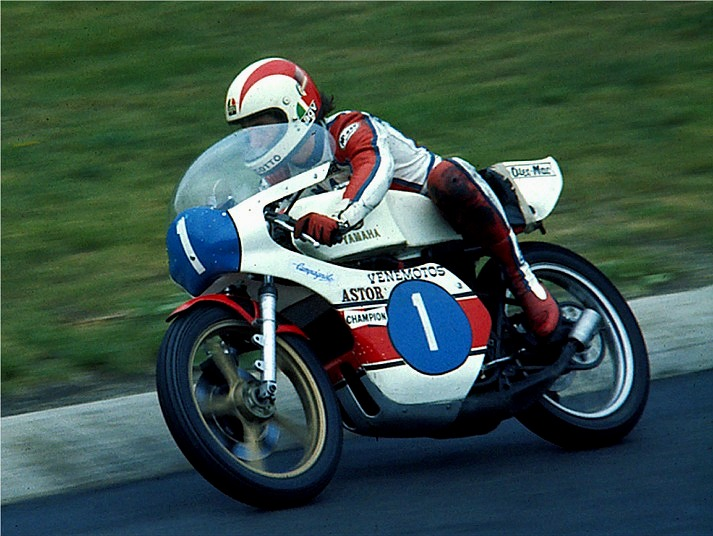
Johnny Cecotto.

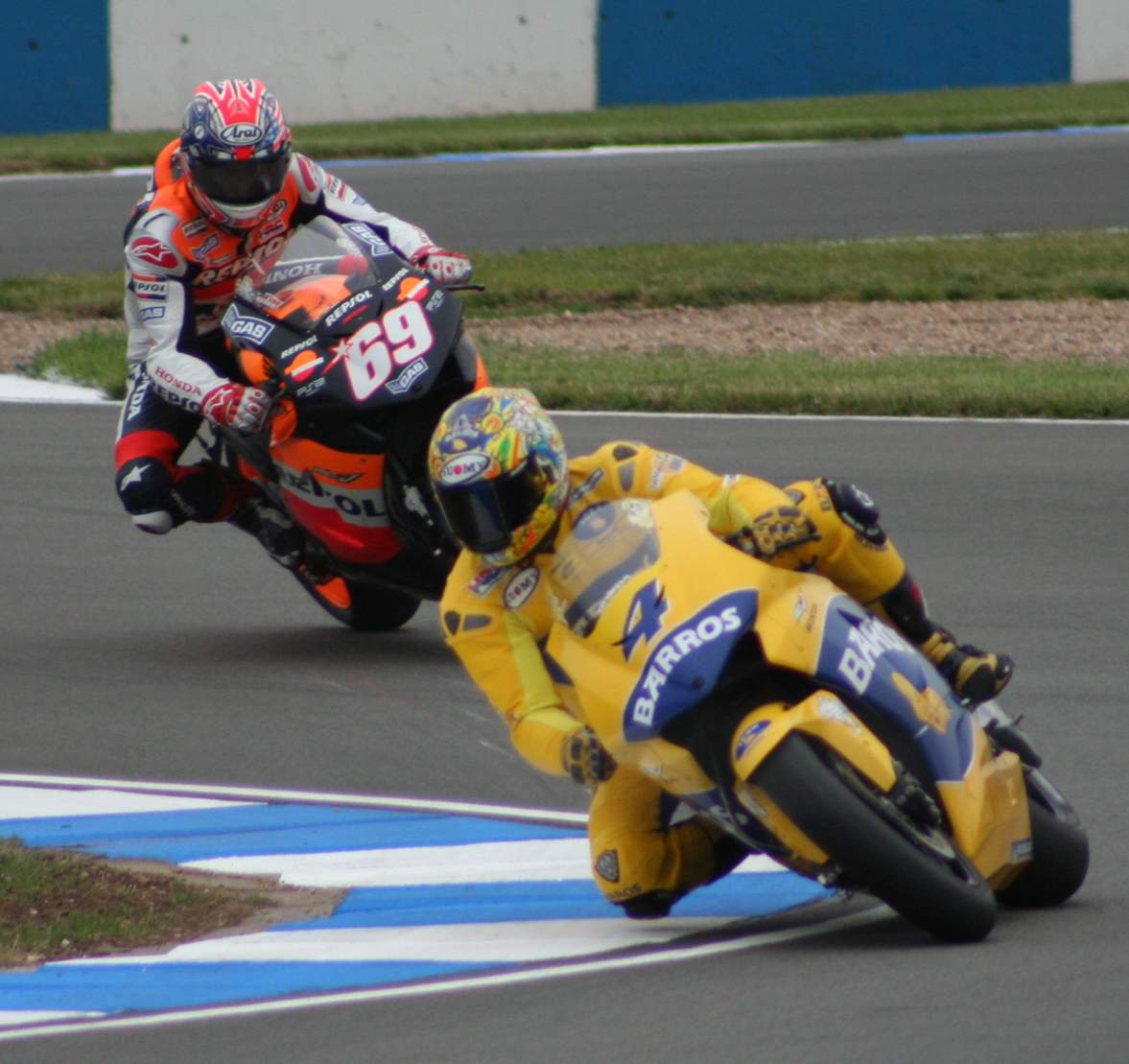
Alex Barros.

En el Campeonato Mundial de Motociclismo, Venezuela tuvo algunos campeones mundiales en categorías inferiores (250cc y 350cc), como Johnny Cecotto y Carlos Lavado. En la categoría más importante del motociclismo, la 500cc (hoy, MotoGP), los mejores resultados de Sudamérica fueron el 3° puesto de Cecotto en 1978, y el 4° puesto de Alex Barros en 1996, 2000, 2001, 2002 y 2004.
En cuanto al automovilismo nacional, los principales campeonatos de automovilismo de velocidad de Argentina de la actualidad son el Turismo Carretera, el TC 2000 y el Top Race, donde se han destacado pilotos como Oscar Alfredo Gálvez, Juan Gálvez, Dante Emiliozzi, Héctor Luis Gradassi, Carlos Reutemann, José Froilán González, Roberto Mouras, Oscar Castellano, Juan María Traverso, Guillermo Ortelli, Omar Martínez y Matías Rossi. En Brasil, el principal campeonato es el Stock Car Brasil, donde han triunfado Ingo Hoffmann, Paulo Gomes, Chico Serra y Cacá Bueno entre otros. En Chile las competencias de automovilismo más importantes son el Rally Mobil, la Fórmula 3 Chilena y el Turismo Competición 2000 Chile. A nivel regional la competencia en vehículos de pista más prestigiosa fue la Fórmula 3 Sudamericana. 
La Fórmula 1 ha tenido dos carreras en Sudamérica, el Gran Premio de Argentina y el Gran Premio de Brasil. El Campeonato Mundial de Motociclismo ha tenido grandes premios en Argentina, Brasil y Venezuela. En cuanto a rally, el Campeonato Mundial de Rally ha competido en el Rally de Argentina, el Rally de Brasil y desde 2019 el Rally de Chile.
El principal autódromo de Argentina es el de Buenos Aires. Además de albergar la Fórmula 1 y el Mundial de Motociclismo, ha sido sede de los 1000 km de Buenos Aires del Campeonato Mundial de Resistencia. Otros que han recibido carreras internacionales son el Circuito de Potrero de los Funes, sede el Campeonato FIA GT, el Autódromo Ciudad de Rafaela, donde corrió el Campeonato Nacional del USAC y el Autódromo de Termas de Río Hondo, donde ha competido el Campeonato Mundial de Turismos.
En Brasil, el Autódromo de Interlagos, ubicado en San Pablo, ha atraído numerosos campeonatos internacionales, tales como la Fórmula 1, el Mundial de Motociclismo, el Campeonato FIA GT, el Mundial de Resistencia, el Deutsche Tourenwagen Meisterschaft y la Le Mans Series. En tanto, el Autódromo de Jacarepaguá, situado en Río de Janeiro, albergó fechas de la Fórmula 1, el Mundial de Motociclismo y la CART. Además, el Mundial de Turismos ha corrido en Autódromo Internacional de Curitiba, el Mundial de Motociclismo en Autódromo Internacional de Goiânia y la IndyCar Series en el circuito callejero de San Pablo.
Tras la suspensión del Rally Dakar en África por amenazas terroristas, desde 2009 la competencia se ha disputado en Argentina, Bolivia, Chile y Perú. Argentina ha conquistado 9 veces el Dakar, Chile 6 veces y Brasil 2, siendo los únicos países latinoamericanos en haber ganado la prueba en una de sus categorías.

### Equitación

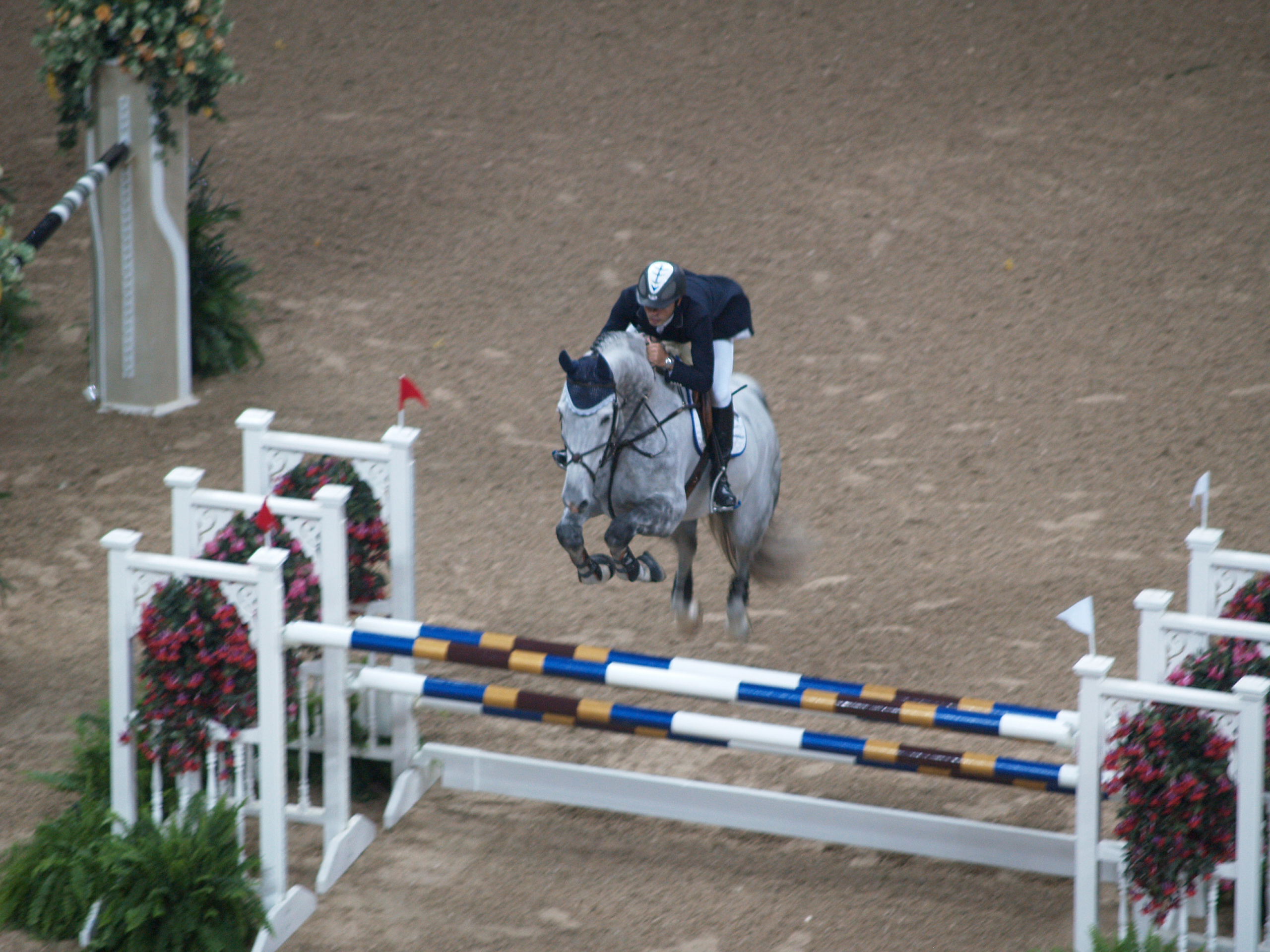
Rodrigo Pessoa.

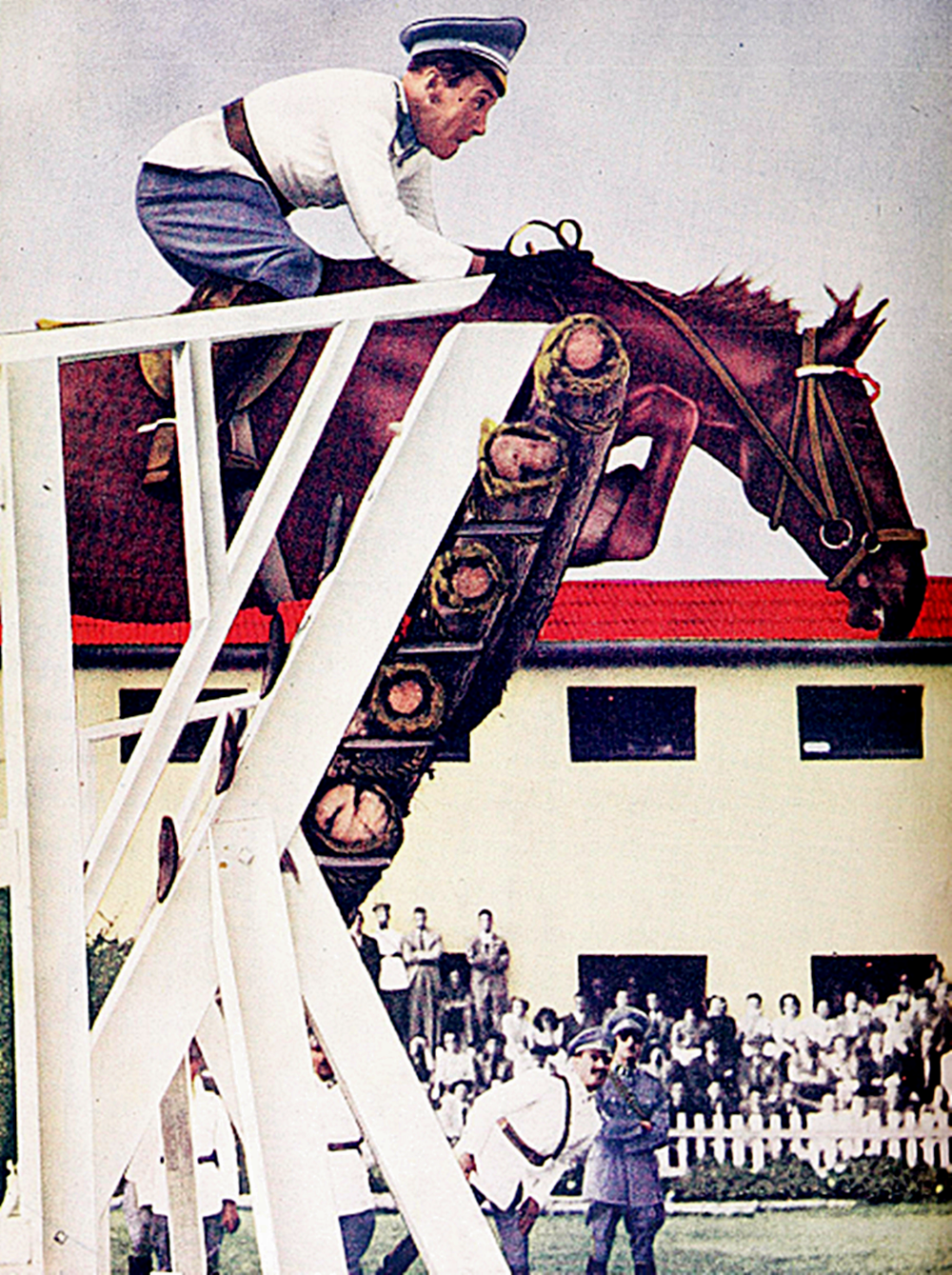
Alberto Larraguibel, récord mundial de salto alto.

A pesar de que la equitación es un deporte inaccesible para la población en general, Brasil tiene cierta tradición en este deporte. El mayor centro de esto deporte en América del Sur es Río de Janeiro. El Hipódromo de Gávea entrenó a atletas como Rodrigo Pessoa, el único medallista de oro olímpico en eventos individuales en América del Sur, y su padre Nelson Pessoa, así como a Luiz Felipe de Azevedo. El país también tiene medallistas olímpicos de São Paulo Álvaro de Miranda Neto y de Rio Grande do Sul André Johannpeter. Argentina ha logrado una medalla de plata obtenida por Carlos Moratorio en los Juegos Olímpicos de 1964. Chile por su parte ganó 2 platas olímpicas en 1952 en equitación, principalmente de la mano de Óscar Cristi.
El chileno Alberto Larraguibel y su caballo Huaso, mantienen desde 1949 el récord mundial de salto alto, después de batir la marca anterior en la ciudad de Viña del Mar.

### Fútbol

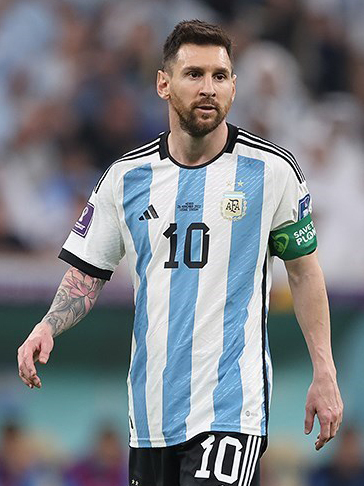
Lionel Messi.

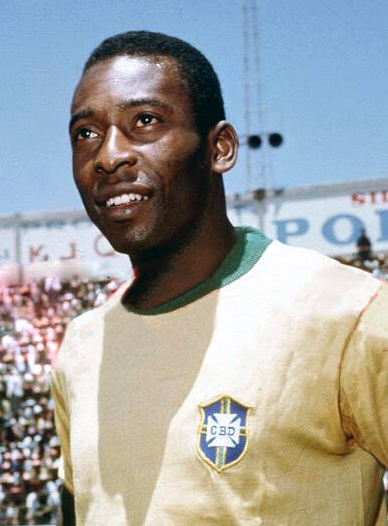
Pelé.

El fútbol es el deporte más popular del continente. Fue introducido por ingleses a fines del siglo XIX masificándose rápidamente. La Selección de fútbol de Brasil es, según la FIFA, el mejor equipo de la historia. Además de la selección brasileña, que ha sido cinco veces campeón del mundo, Argentina ha ganado en tres ocasiones y Uruguay en dos oportunidades. El argentino Lionel Messi a nivel numérico ha sido el mejor futbolista de la historia.
En los Juegos Olímpicos, Argentina, Brasil y Uruguay han ganado la medalla de oro, Paraguay ha ganado la medalla de plata y Chile la medalla de bronce. En Mundiales Sub-20, Argentina consiguió 6 campeonatos, Brasil 5, Uruguay fue 2 veces subcampeón en 1997 y 2013, Venezuela fue subcampeón en 2017, Colombia, Chile y Ecuador fueron terceros en 2003, 2007 y 2019 respectivamente.
El campeonato más importante a nivel continental es la Copa América y los equipos que más veces la han ganado son Argentina con 16 copas, Uruguay con 15, Brasil con 9, Chile, Paraguay y Perú con 2 copas, Colombia y Bolivia con un título.
El campeonato a nivel de clubes más importante es la Copa Libertadores de América, siendo el club argentino Independiente el que más veces la ha ganado, con un total de siete títulos. En cuanto a títulos de Libertadores por país Argentina es el de mayores logros con 25 títulos, detrás Brasil con 22. El Club Atlético Independiente (Argentina) es actualmente el equipo con más trofeos de Copa Libertadores con 7 finales ganadas.
Desde 1960 hasta 2004, el club campeón de la Copa Libertadores disputó la Copa Intercontinental ante el campeón de Europa. Los sudamericanos triunfaron en 22 ediciones contra 21 de los europeos. Nacional y Peñarol de Uruguay, así como Boca Juniors de Argentina, lograron tres copas cada uno. En la Copa Mundial de Clubes, los clubes de Brasil consiguieron cuatro títulos y dos segundos puestos, Argentina obtuvo cuatro segundos puestos y Ecuador logró un segundo puesto.
El continente ha producido muchos de los jugadores más famosos y talentosos de la historia, incluidos Pelé, Garrincha, Ronaldo, Roberto Carlos, Romário, Ronaldinho, Zico, Nílton Santos, Djalma Santos, Taffarel,  Falcão, Rivaldo y Neymar (Brasil); Diego Maradona, Lionel Messi, Alfredo Di Stéfano, Gabriel Batistuta, Daniel Passarella, Mario Kempes (Argentina); Luis Suárez, Enzo Francescoli, Cavani, Forlán, Obdulio Varela (Uruguay); Elías Figueroa, Iván Zamorano, Marcelo Salas, Alexis Sánchez (Chile); Carlos Valderrama, Radamel Falcao, James Rodríguez (Colombia); Carlos Gamarra, Romerito, Arsenio Erico (Paraguay); Álex Aguinaga, Alberto Spencer (Ecuador); Teófilo Cubillas, César Cueto, Claudio Pizarro (Perú).

### Variantes de fútbol: fútbol sala, fútbol playa, futvóley

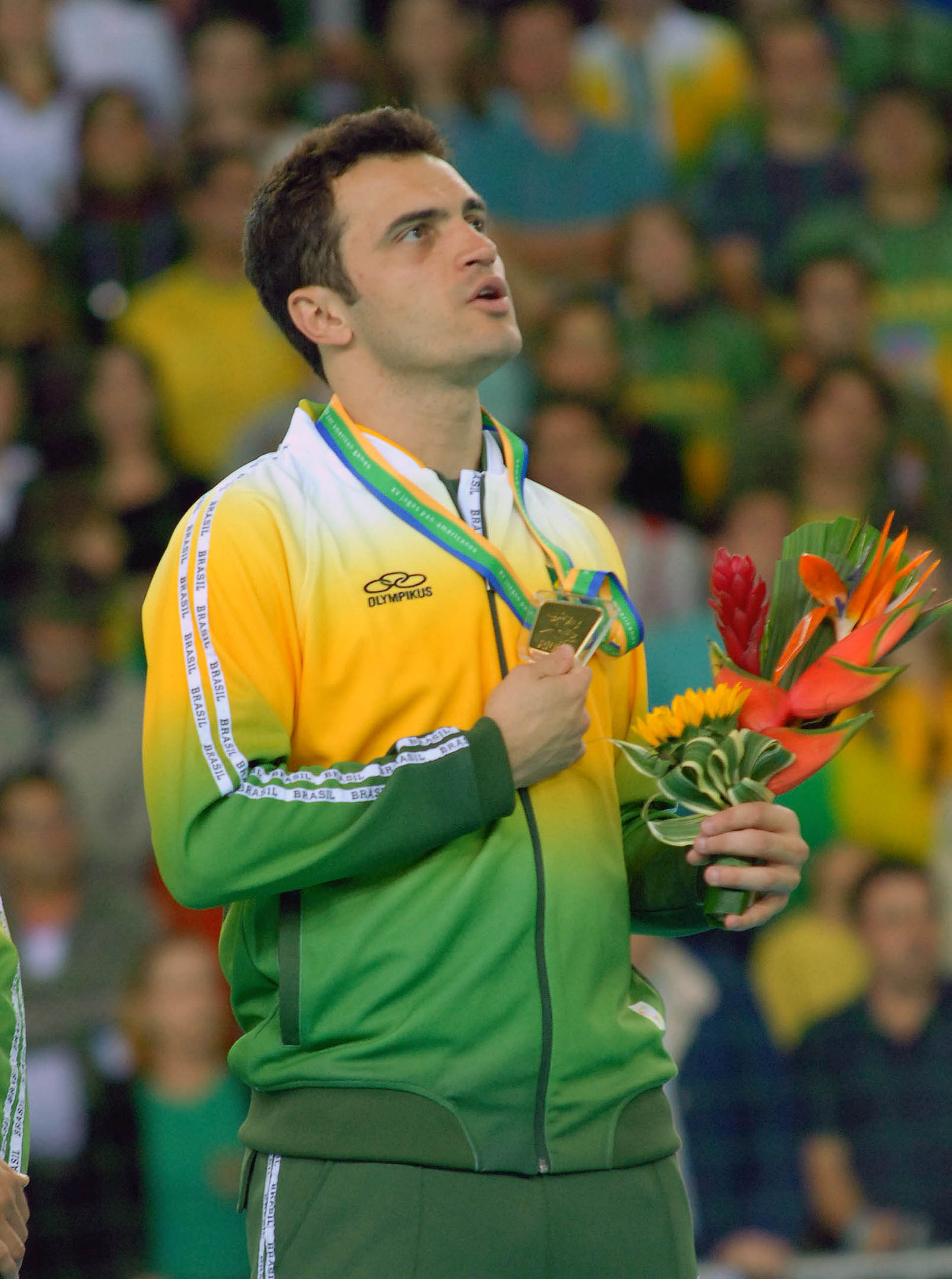
Falcão.

Brasil inventó algunas variantes del fútbol, como el fútbol playa y el futvóley. El fútbol sala, inventado en Uruguay, también se practica ampliamente en el país, principalmente en el estado de Río Grande del Sur.
En futsal, Brasil, Argentina y Paraguay se encuentran entre las mayores potencias mundiales. Antes de la Era Fifa, hubo tres Copas del Mundo organizadas por la antigua Federación Internacional de Fútbol Sala (Fifusa), donde Brasil fue dos veces campeón del mundo y Paraguay una vez. Brasil es el mayor campeón de la Copa Mundial de fútbol sala de la FIFA, con 5 títulos. Argentina tiene un título obtenido en 2016. Falcão es el jugador brasileño masculino más reconocido.
En fútbol playa, Brasil y Uruguay se encuentran entre las mayores potencias del mundo, siendo Brasil el mayor campeón de la Copa Mundial de Fútbol Playa de FIFA, con 5 títulos. Además, cuenta con nueve títulos mundiales de la antigua competición organizada por Beach Soccer Worldwide (BSWW), el Campeonato Mundial de Fútbol Playa (BSWW).
El futvóley es un deporte recreativo ampliamente practicado en las playas brasileñas, principalmente en Río de Janeiro, donde fue inventado.

### Gimnasia artística

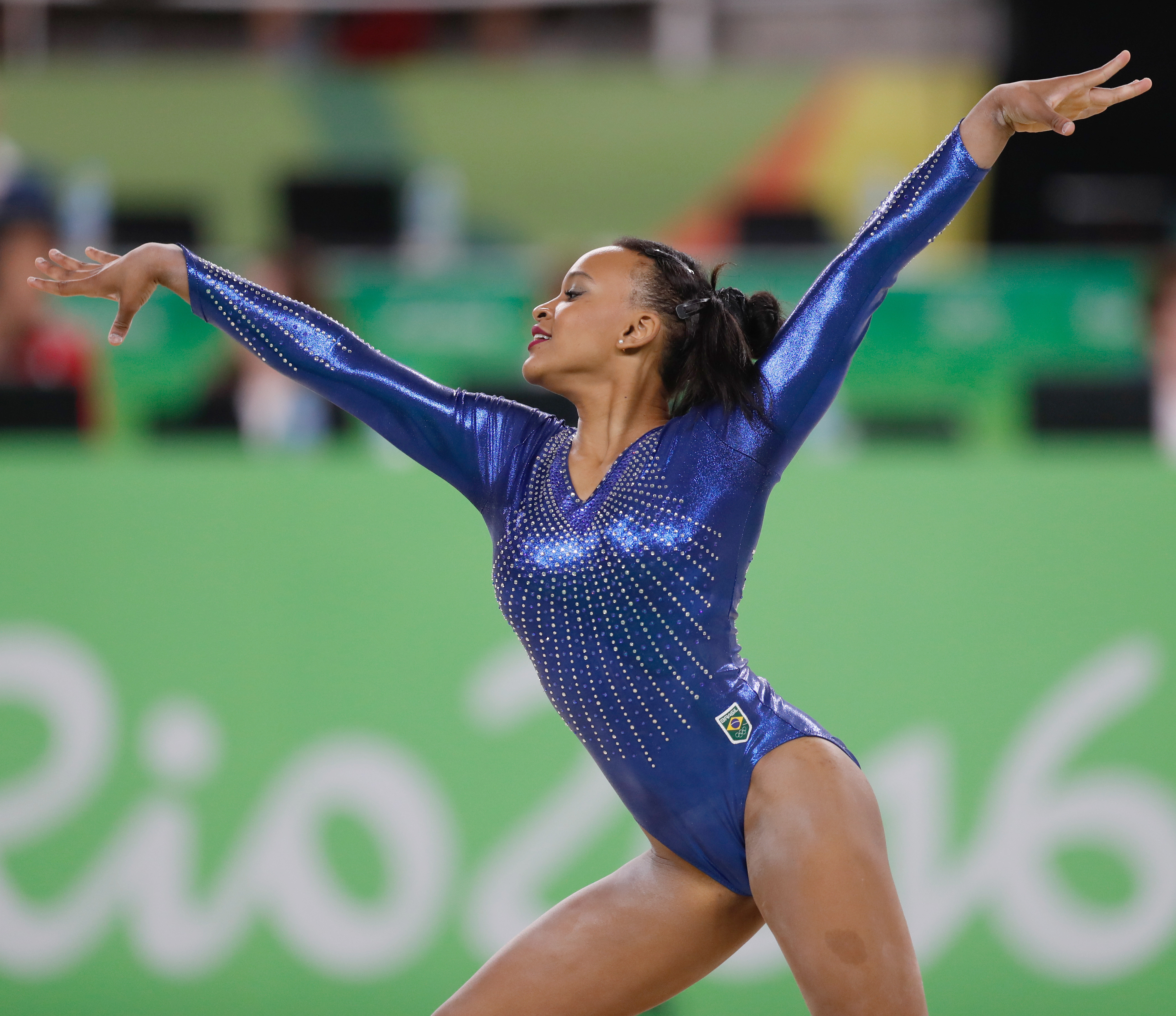
Rebeca Andrade.

Brasil tiene un gran centro de formación de atletas olímpicos en gimnasia artística, que ya reveló atletas como Rebeca Andrade, Arthur Zanetti, Daiane dos Santos, Jade Barbosa, Flávia Saraiva, Arthur Mariano, Diego Hypólito y Daniele Hypólito. En Chile destaca Tomás González, quien alcanzó el 4° lugar en las pruebas de suelo y salto en los Juegos Olímpicos de Londres 2012. En Argentina, Federico Molinari logró el octavo puesto en anillas en los Juegos Olímpicos de Londres 2012.

### Gimnasia rítmica
En gimnasia rítmica, la selección brasileña ganó un bronce inédito en la prueba general de la etapa de Atenas, Grecia, de la Copa del Mundo de Gimnasia Rítmica, realizada en marzo de 2023 (Brasil ya había ganado medallas en etapas de la Copa del Mundo, pero nunca en el evento general). Brasil fue quinto en la prueba general de la Copa del Mundo 2022 en Sofía. La selección brasileña seguía en el cuarto lugar en la prueba de cinco aros.
A nivel individual, la gimnasta rítmica argentina Sol Martínez Fainberg obtuvo la medalla de bronce en aro en la Copa del Mundo disputada en Pamplona, España, en mayo de 2022. Dicho logro, se convirtió en un suceso histórico para la gimnasia rítmica argentina y latinoamericana en competencia individual de este deporte.

### Halterofilia
La halterofilia es popular en Colombia y ha ido evolucionando en Brasil. Algunos de los mejores levantadores de pesas colombianos son: María Isabel Urrutia, Óscar Figueroa, Mabel Mosquera y Diego Fernando Salazar. El máximo exponente de este deporte en Brasil fue Fernando Reis.

### Hockey sobre césped

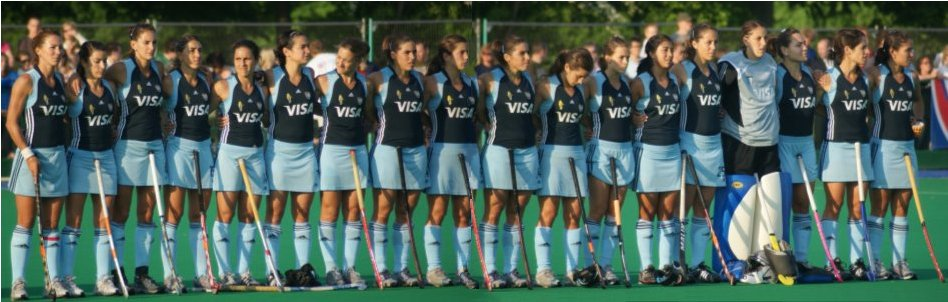
Selección femenina argentina (2008).

Argentina es la potencia indiscutida en todo el continente americano, sobre todo en la rama femenina. Las Leonas, como es conocida la Selección femenina argentina, fueron campeonas del mundo en dos oportunidades (2002 y 2010), cuatro veces subcampeonas y tres veces obtuvieron el tercer puesto. En Juegos Olímpicos, han obtenido medalla en cuatro juegos consecutivos (Sídney 2000, Atenas 2004, Pekín 2008 y Londres 2012) y en Tokio 2020 y París 2024. Han ganado siete veces el Champions Trophy (Trofeo de Campeones), ocho veces lograron el campeonato en los Juegos Panamericanos (1987-2007, 2019, 2023), además ganaron tres Juegos Suramericanos, entre otros torneos. La jugadora Luciana Aymar, fue elegida como la mejor jugadora del mundo en ocho oportunidades (2001, 2004, 2005, 2007, 2008-2010, 2013) y en 2008 fue declarada Leyenda del Hockey por la Federación Internacional de Hockey. 
En cuanto a la Selección argentina masculina, es considerada por sus logros la mejor selección de todo el continente americano. La Selección obtuvo la medalla de oro en los Juegos Olímpicos de Río de Janeiro 2016, once medallas de oro en los Juegos Panamericanos, medalla de bronce en el Champions Trophy de 2008 y en el Campeonato Mundial 2014.

### Hockey sobre patines
Argentina también es potencia indiscutida en América en hockey sobre patines, habiendo ganado 6 Campeonatos Mundiales en la rama masculina y 6 en la femenina.
La Selección argentina femenina de hockey sobre patines es la máxima ganadora de campeonatos mundiales del mundo (1998, 2002, 2004, 2010, 2014, 2022).
El Campeonato Mundial masculino solo ha sido ganado por Argentina en cuanto a participación sudamericana se refiere. Chile y Brasil han logrado el cuarto lugar, cuatro y tres veces, respectivamente.
Chile es otra potencia americana en hockey patin destacando principalmente la Selección femenina de hockey patín de Chile quien ganó en 2006 el Campeonato Mundial femenino y obtuvo dos terceros puestos también en 2014 y 2019, además ha sido campeona 2 veces del Campeonato Panamericano en 2011 y 2021 y campeona de la Copa América.
Otros países que destacan son Brasil con 2 subcampeonatos femeninos y un tercer lugar de Colombia.

### Judo

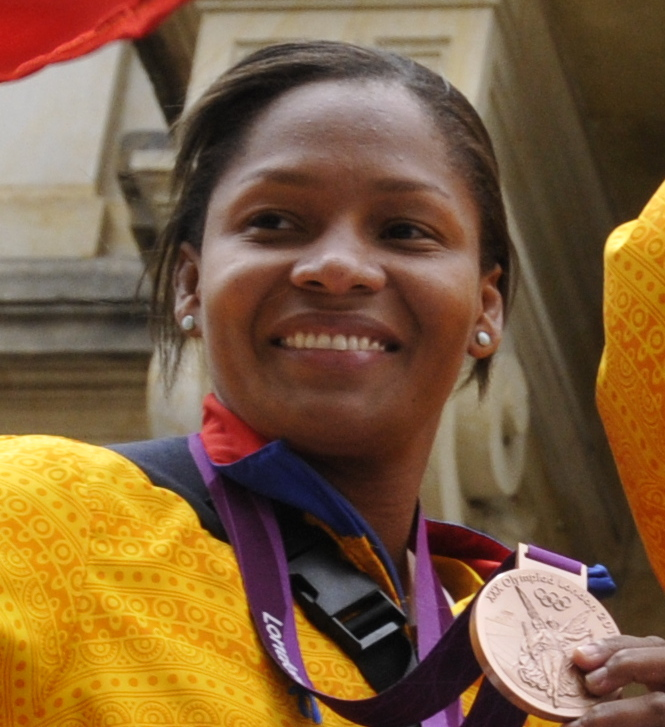
Yuri Alvear.

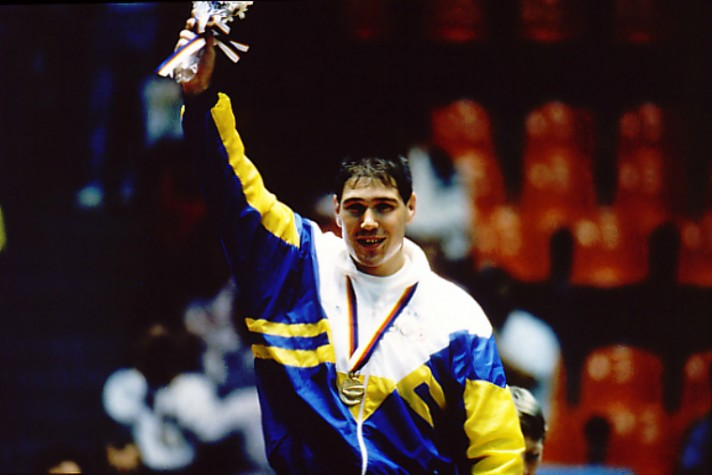
Aurélio Miguel.

Brasil es una de las mayores potencias mundiales en judo, un deporte desarrollado en el país gracias a su gran comunidad japonesa. Los máximos exponentes del deporte hasta hoy fueron Aurélio Miguel, Sarah Menezes, Rogério Sampaio y Rafaela Silva, campeones olímpicos. Brasil también tuvo varios otros atletas de judo importantes, como los subcampeones olímpicos Douglas Vieira, Tiago Camilo, Carlos Honorato, Willian Lima y los medallistas olímpicos de bronce Chiaki Ishii, Luís Onmura, Walter Carmona, Henrique Guimarães, Leandro Guilheiro, Flávio Canto, Ketleyn Quadros, Felipe Kitadai, Mayra Aguiar, Daniel Cargnin, Rafael Silva y Larissa Pimenta. El deporte también se está desarrollando últimamente en Argentina, con judocas como Paula Pareto, ganadora de la medalla de bronce en los Juegos Olímpicos de Pekín 2008 y la medalla de oro en los Juegos Olímpicos de Río de Janeiro 2016 y en Colombia, con judocas como Yuri Alvear.

### Karate

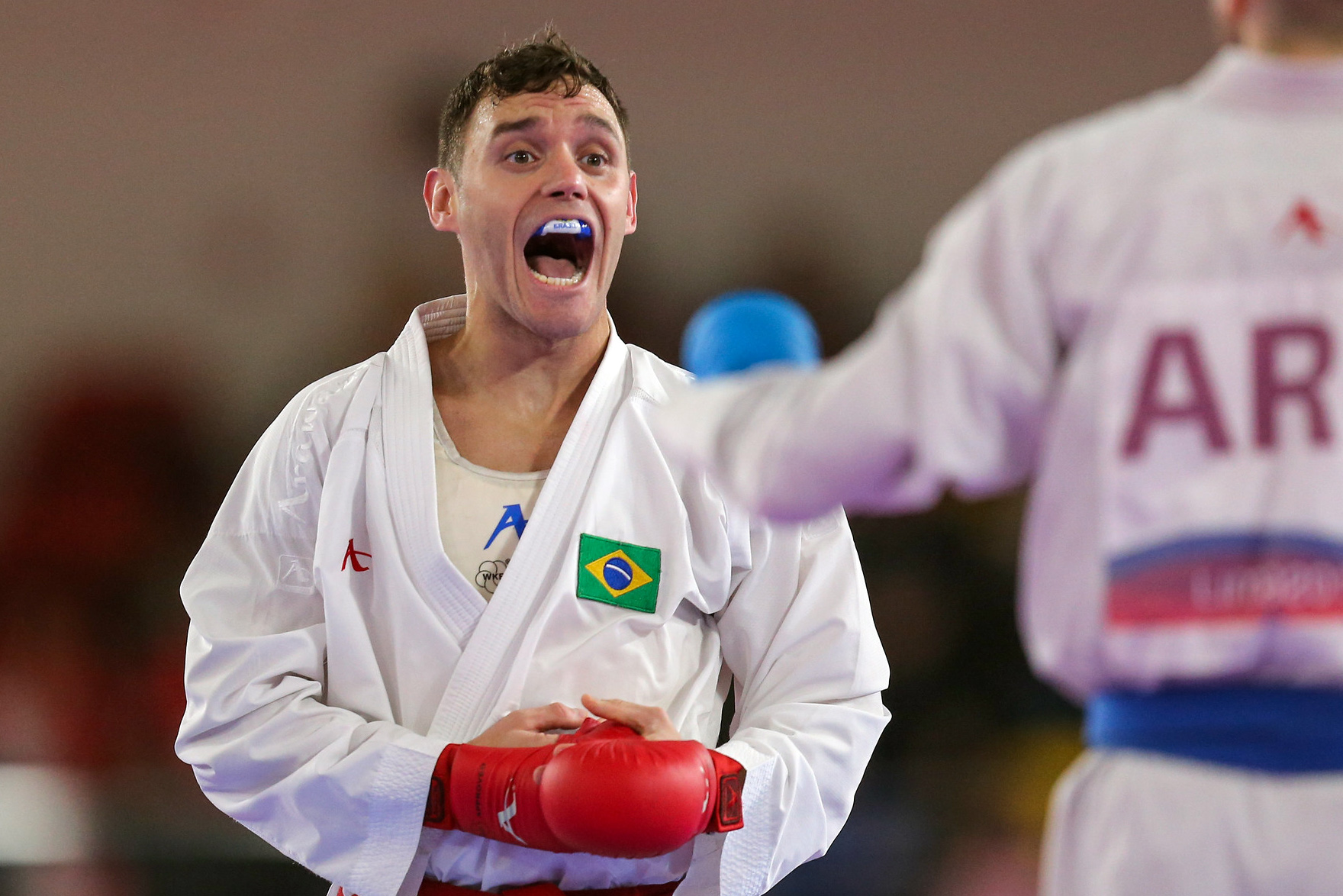
Douglas Brose.

En 2017, el karate contaba con alrededor de 250 mil practicantes registrados en Brasil y, en ese momento, era el cuarto país con más practicantes registrados del mundo, según el ranking de la Federación Internacional de Karate. En 2019, se estimó que alrededor de 1 millón de personas practicaban este deporte en el país. Douglas Brose es el nombre más importante en la historia de este deporte en Brasil, habiendo sido tres veces campeón del mundo. Chile, Perú y Venezuela también han tenido atletas que ganaron medallas en Campeonatos Mundiales.

### Monopatinaje

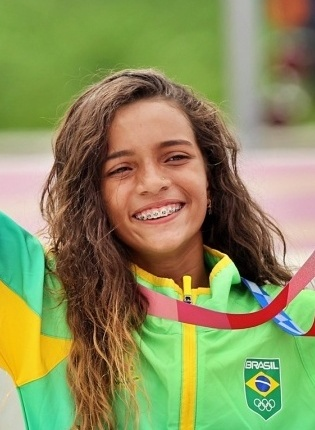
Rayssa Leal.

El monopatinaje es muy popular en Brasil, especialmente en los grandes centros urbanos. El país cuenta con patinadores de renombre internacional como Bob Burnquist, Sandro Dias, Rayssa Leal, Pedro Barros, Kelvin Hoefler, Augusto Akio, Pamela Rosa y Letícia Bufoni. Perú es un país que muestra cierto grado de desarrollo en el skateboarding, habiendo enviado representantes como Angelo Caro Narvaez a Campeonatos Mundiales y Juegos Olímpicos.

### Natación

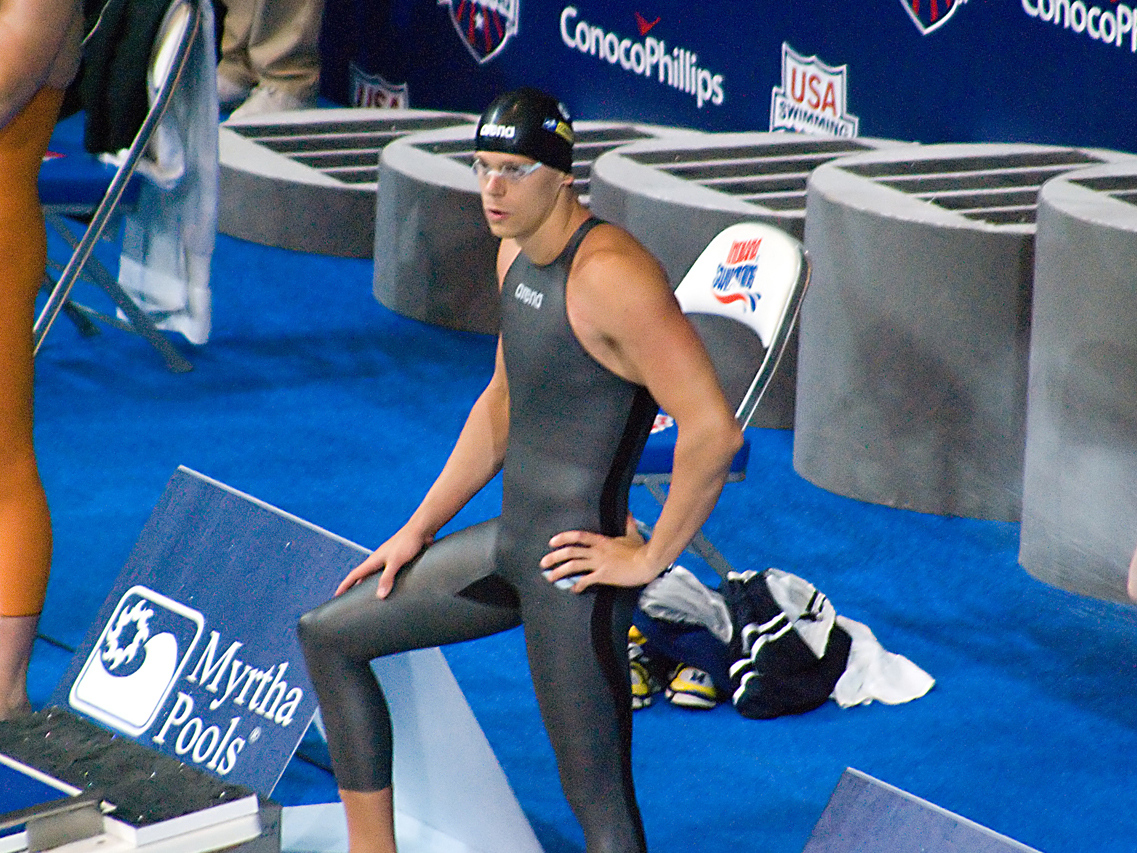
César Cielo.

Brasil es la mayor potencia sudamericana en natación, compitiendo de igual a igual con las potencias mundiales en este deporte, especialmente en la natación masculina. Algunos de los máximos exponentes de la historia de la natación brasileña son: César Cielo, Ricardo Prado, Gustavo Borges, Fernando Scherer, Thiago Pereira, Djan Madruga, Bruno Fratus, Manuel dos Santos, Tetsuo Okamoto, Nicholas Santos, Felipe França, Fernando Scheffer, Kaio de Almeida, João Gomes Júnior, Felipe Lima, Guilherme Costa, Ana Marcela Cunha, Etiene Medeiros y Poliana Okimoto. Argentina fue la principal fuerza del continente hasta la década de 1960, con nadadores como Alberto  Zorrilla, Jeanette Campbell y Luis Nicolao. En los años 2000 se destacaron José Meolans y Georgina Bardach. Otros países como Venezuela (con Francisco Sánchez, Rafael Vidal y Albert Subirats) y Chile (con Kristel Kobrich) tienden a revelar talento de vez en cuando. Brasil fue sede del Campeonato Mundial de Natación en Piscina Corta de 1995 y ganó el Campeonato Mundial de Natación en Piscina Corta de 2014.

### Patinaje
El patinaje es un deporte muy practicado en Sudamérica, en especial en Colombia. Este país es la máxima potencia en este deporte a nivel mundial. Colombia ha ganado múltiples Campeonatos Mundiales, además de los campeonatos y las pruebas de este deporte en Juegos Suramericanos, Juegos Bolivarianos, Juegos Panamericanos y Juegos Centroamericanos y del Caribe, que han posicionado a este país como el máximo representante de este deporte a nivel mundial. Venezuela y Ecuador, también han logrado varios reconocimientos en este deporte.

### Pentatlón moderno
Yane Marques es la única persona nacida en Sudamérica en ganar una medalla olímpica en pentatlón moderno (hasta los Juegos Olímpicos de Tokio 2020), habiendo sido también la primera persona en América Latina en lograrlo.

### Piragüismo

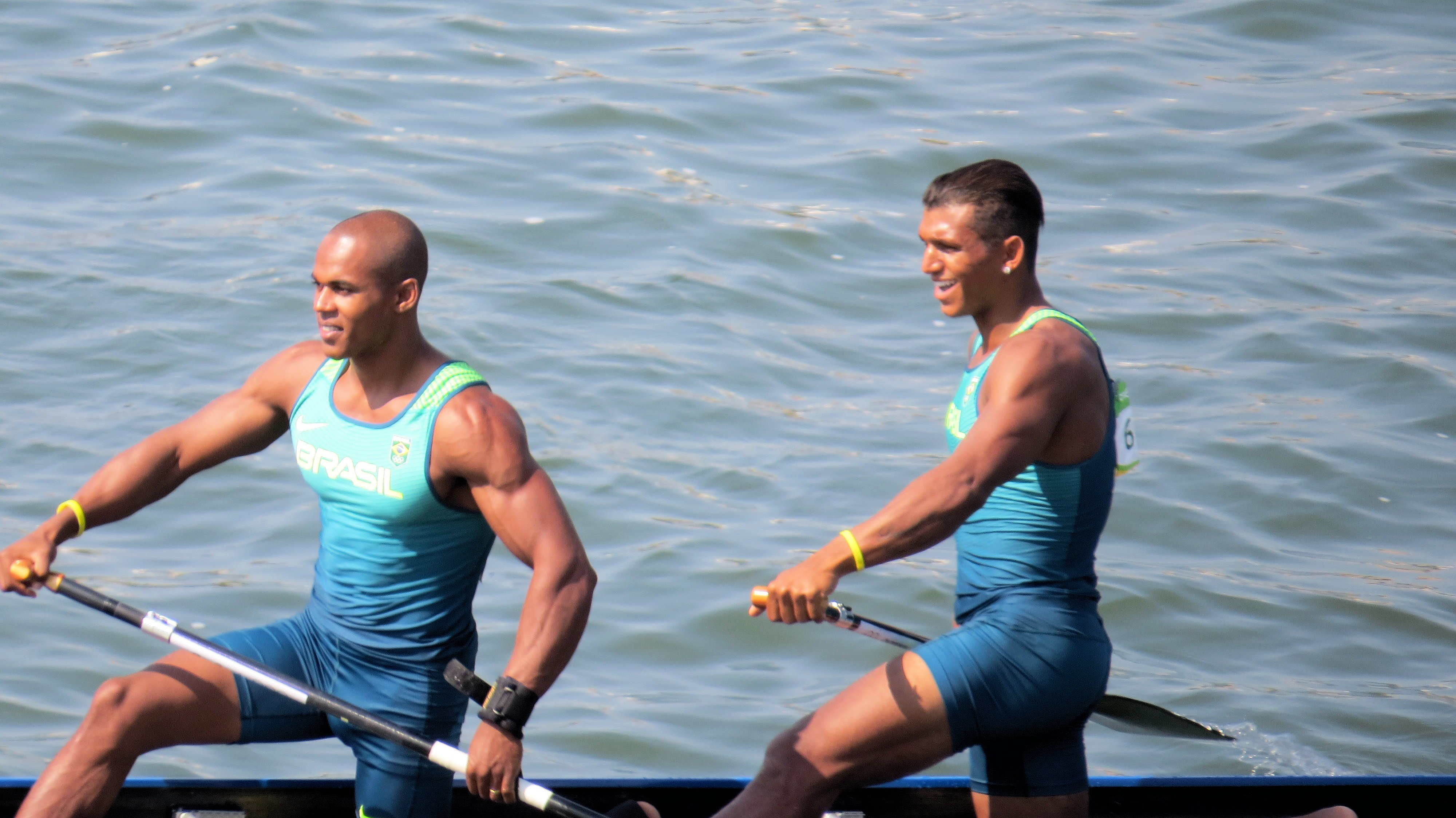
Erlon Silva (frente) y Isaquias Queiroz (atrás).

En Piragüismo en aguas tranquilas, el brasileño Isaquias Queiroz es el mejor canoero de la historia de Sudamérica, siendo el único campeón olímpico de esta modalidad en el continente y sumando un total de cuatro medallas olímpicas hasta los Juegos Olímpicos de Tokio 2020. Erlon Silva también ganó una medalla de plata en piragüismo. En el Piragüismo en eslalon, los mejores brasileños de la historia hasta hoy son Ana Sátila y Pepe Gonçalves, que llegaron a finales olímpicas y ganaron medallas en Campeonatos Mundiales.
Chile ha ganado 3 oros en el Campeonato Mundial de Piragüismo en Aguas Tranquilas siendo María José Mailliard una de las canoeras más exitosas del continente al obtener 11 medallas en el mundial, siendo 3 de oro.
Argentina obtuvo un cuarto y quinto puesto y diploma olímpico logrados por Rubén Rézola y Miguel Correa en K2 200 m en los Juegos Olímpicos de Londres 2012 y Agustín Vernice en la modalidad K1 1000 m en los Juegos Olímpicos de París 2024.

### Polo

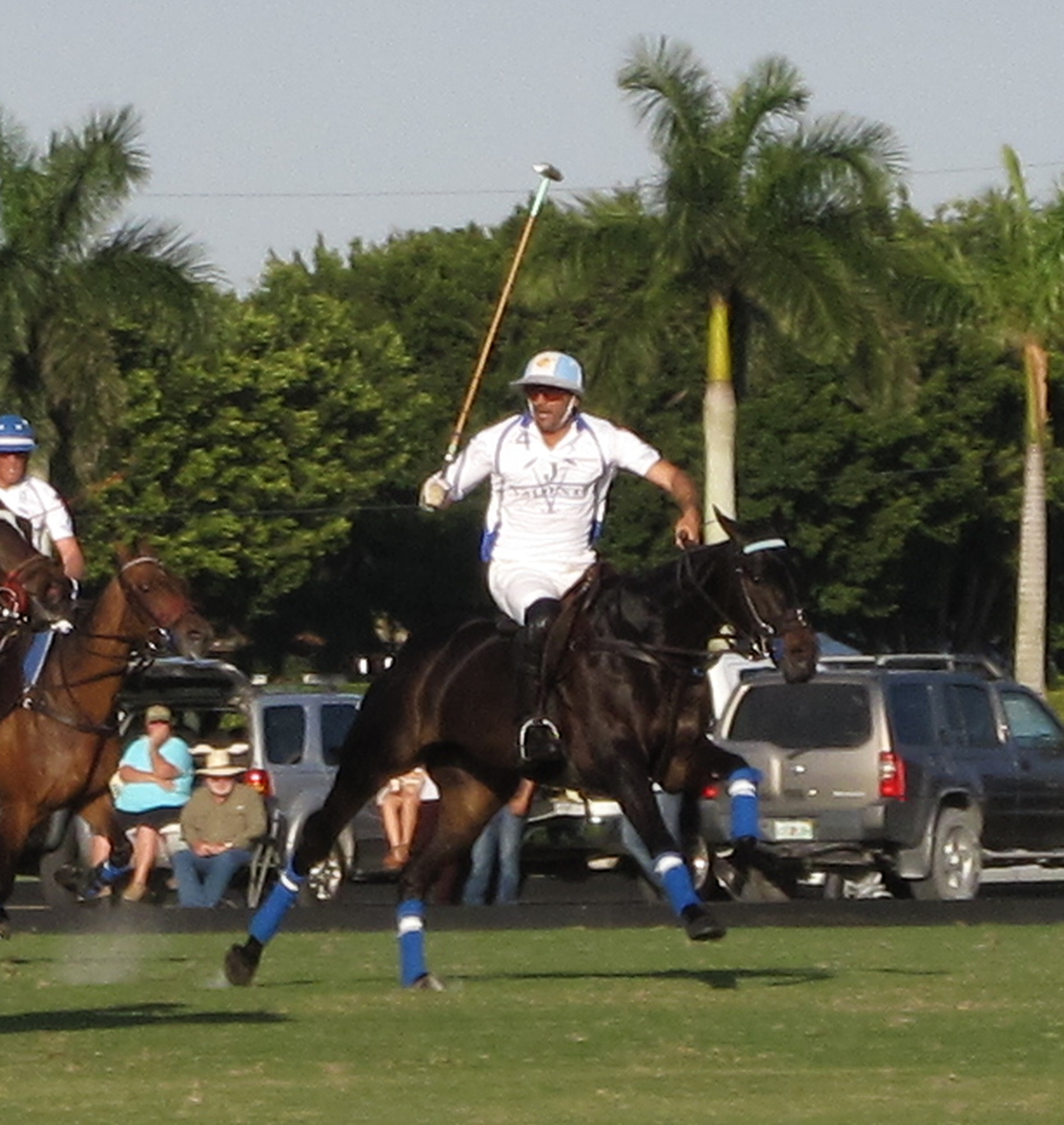
Adolfo Cambiaso.

Argentina es la máxima potencia en el mundo de este deporte. Además de las dos medallas de oro en los Juegos Olímpicos y de sus cinco títulos en el Campeonato Mundial, cuenta con la liga más importante del mundo y cuyos campeonatos son los más prestigiosos en cuanto a handicap.
Brasil cuenta con tres títulos mundiales y Chile con dos.

### Rugby Unión

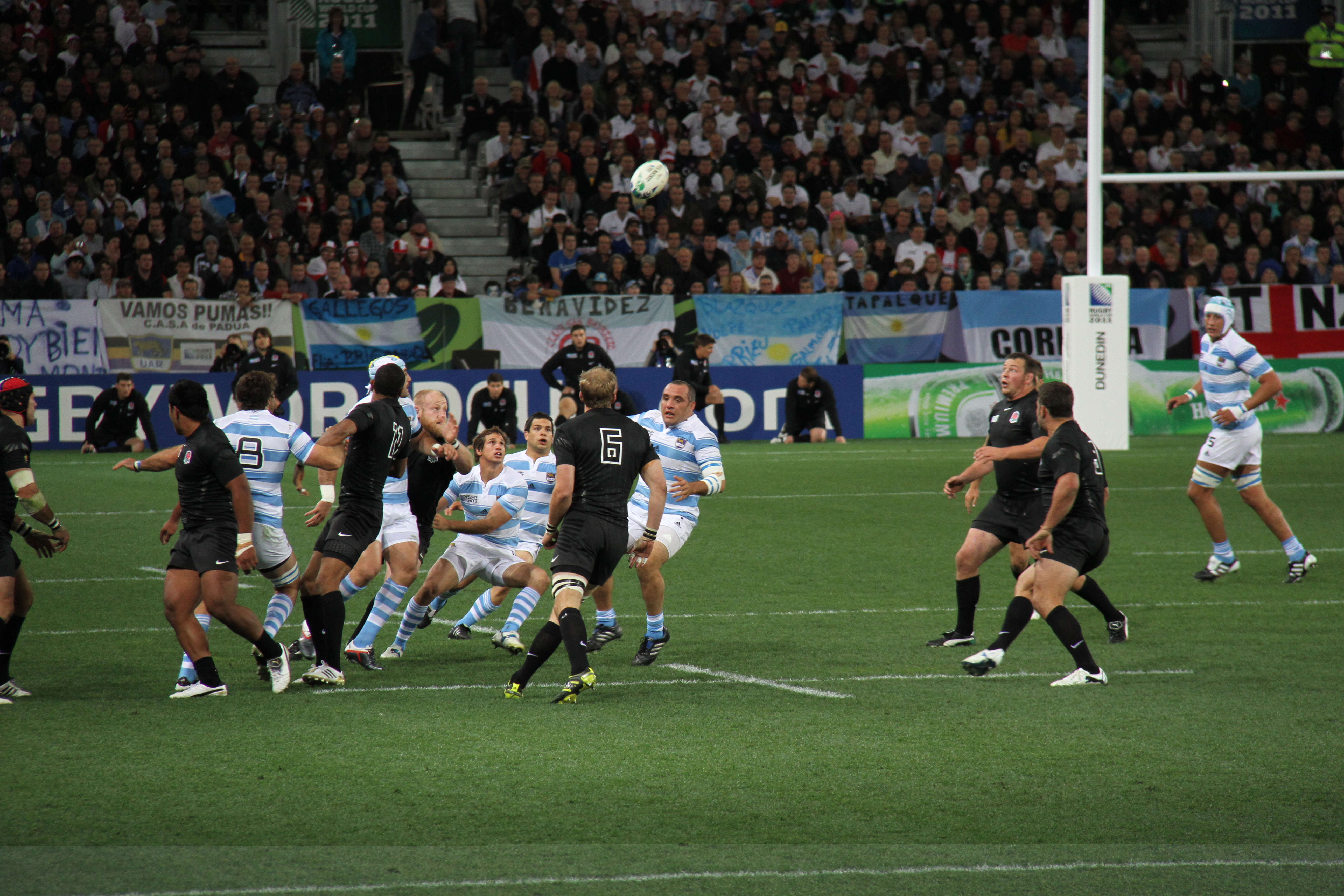
Argentina frente a Inglaterra en la Copa Mundial de Rugby de 2011.

En materia de rugby, Argentina es la potencia indiscutible de la región, particularmente por la selección masculina conocida como Los Pumas, siendo seguida a distancia por Uruguay. En los demás países este deporte se ha desarrollado rápidamente, como en Brasil, cuyo nivel se aproxima al de Chile y Uruguay actualmente. El rugby también se practica de manera habitual en Paraguay, Guyana y algunas zonas de Colombia.
Argentina ha competido en todas las Copas del Mundo, logrando en la edición de 2007 su mejor participación al ubicarse en la tercera posición, la cuarta en 2015 y la quinta en 1999. Este seleccionado es el único de América entre los 10 mejores del mundo, según el ranking de la World Rugby, además, ha ganado todos los campeonatos sudamericanos que compitió, las cinco ediciones del Campeonato Panamericano y casi todos los Sevens. Uruguay, por otro lado, clasificó en tres ocasiones, pero en ninguna superó la fase de grupos. En 2017 consiguió la Nations Cup, que es un buen índice del desarrollo y el crecimiento deportivo que está experimentado en esta rama el seleccionado. Además, logró clasificar a la Copa Mundial de Japón 2019. 
El Campeonato Sudamericano se disputa en 3 niveles: en la división A participa Argentina XV, Brasil, Chile, Paraguay y Uruguay, en la división B Ecuador, Colombia, Perú y Venezuela y en la división C lo disputan países centroamericanos. Los Cross Border son torneos amistosos de uniones provinciales argentinas y selecciones de otras naciones.
Actualmente, la Selección argentina forma parte del Rugby Championship al sumarse a las tres potencias del Hemisferio Sur: Nueva Zelanda, Australia y Sudáfrica.

### Rugby 7
El Rugby 7 se practica en todos los países pero con mejor nivel en Argentina, Brasil, Chile y Uruguay. Los campeonatos de esta modalidad se llaman Seven y entre los más importantes se encuentran: el Seven Sudamericano Masculino de las cuales catorce ediciones, doce se adjudicó Argentina, una Chile y una Uruguay, el Seven Sudamericano Femenino de las cuales once ediciones ganó Brasil y una Colombia, el Seven de Viña del Mar en Reñaca, Chile, el Seven de la URBA (Unión de Rugby de Buenos Aires) y el Seven de Punta del Este en Uruguay. En los Sevens de Viña del Mar y de Punta del Este, participan clubes además de selecciones. Desde 2013 se juega el Sudamérica Rugby Sevens donde las selecciones de Argentina, Chile y Uruguay son las principales protagonistas.
A pesar del alto nivel de rugby 7 y rugby union que existe en algunos países, en otros todavía no está tan desarrollado (en Perú, Ecuador, Bolivia, etc).
Argentina, Uruguay, Chile y Guyana han participado de la Serie Mundial, además, las dos primeras selecciones mencionadas han participado también de la Copa del Mundo y la selección femenina de Brasil ha sido ganadora de todos los torneos sudamericanos de la CONSUR y ha participado del Mundial de Seven. En 2009 la Selección masculina argentina logró el segundo puesto en el Mundial.
En Juegos Olímpicos, la Selección masculina argentina obtuvo por primera vez un podio olímpico tras obtener la medalla de bronce en los Juegos Olímpicos de Tokio 2020.

### Sóftbol
En el sóftbol, el país sudamericano que se destaca internacionalmente es Venezuela.
Argentina también ha obtenido importantes logros como el Campeonato Mundial de 2019 realizado en República Checa y la medalla de oro en los Juegos Panamericanos de 2019. Además, obtuvo medalla de bronce en los Juegos Panamericanos de 2003 y 2015.
Venezuela ha sido campeón del Campeonato Panamericano de Sóftbol Masculino en tres ocasiones y subcampeón en dos. Mientras que en el Campeonato Mundial de Sóftbol ha logrado un subcampeonato en 2013 y un tercer lugar en 2015. Venezuela también ha obtenido múltiples medallas de oro en los Juegos Suramericanos, Juegos Centroamericanos y del Caribe y Juegos Bolivarianos así como una medalla de plata en los Juegos Panamericanos de 2015.

### Surf

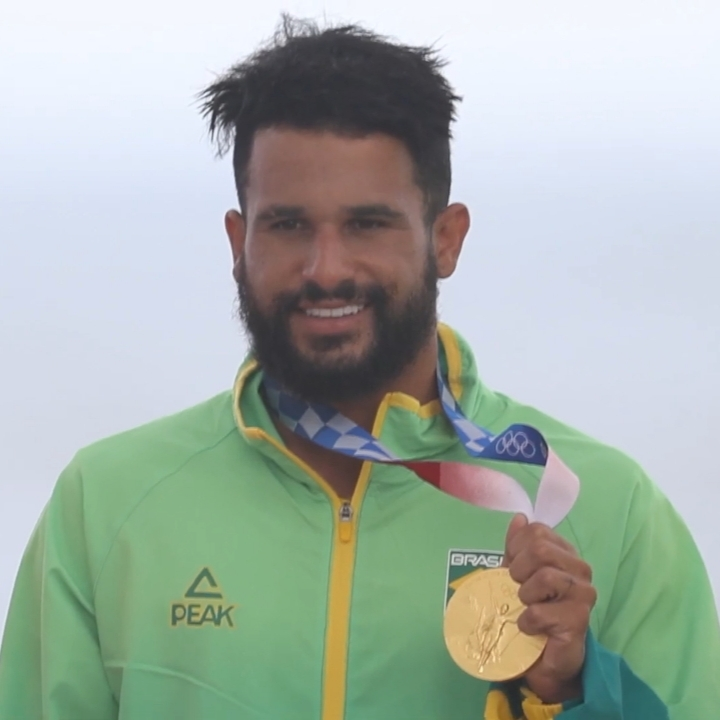
Ítalo Ferreira.

El surf es muy popular en Brasil. El país ha evolucionado progresivamente hasta convertirse en una de las mayores fuerzas del deporte en el mundo. Fábio Gouveia alcanzó el número 5 del mundo en 1992. En la década de 2010, aparece la tormenta brasileña, con varios brasileños acercándose al título mundial (World Surf League), hasta que Gabriel Medina conquista la misma en 2014 y Adriano de Souza gana en 2015. En 2020 el surf asciende a la categoría de deporte olímpico y Ítalo Ferreira se convierte en campeón olímpico. Filipe Toledo también fue campeón del mundo, en 2022. Perú también cuenta con surfistas de renombre como Lucca Mesinas y Miguel Tudela. Argentina también posee surfistas destacados como Leandro Usuna, quien fue campeón del ISA World Surfing Games en 2014 y 2016 y Santiago Muñiz, campeón del ISA World Surfing Games en 2011 y 2018.

### Taekwondo
En taekwondo, en 1992, cuando aún era un deporte olímpico en demostración, el venezolano Arlindo Gouveia fue campeón y Adriana Carmona fue medalla de bronce (luego sería medalla de bronce en 2004, oficialmente) . Otra venezolana, Dalia Contreras, fue medallista de bronce en 2008. La brasileña Natália Falavigna fue medallista de bronce en 2008 y cuarto lugar en 2004. Maicon Siqueira ganó bronce en 2016. Diogo Silva fue 4° en 2004 y 2012, y Milena Titoneli fue cuarta en 2020. Los mayores destaques de Argentina son Sebastián Crismanich, campeón olímpico en 2012, y Gabriel Taraburelli quedó en 4° lugar en 2000. Por Colombia, Óscar Muñoz Oviedo fue bronce en 2012, y Gladys Mora quedó en 4° lugar en 2004. El peruano Peter López Santos quedó en 4° lugar en 2008.

### Tenis

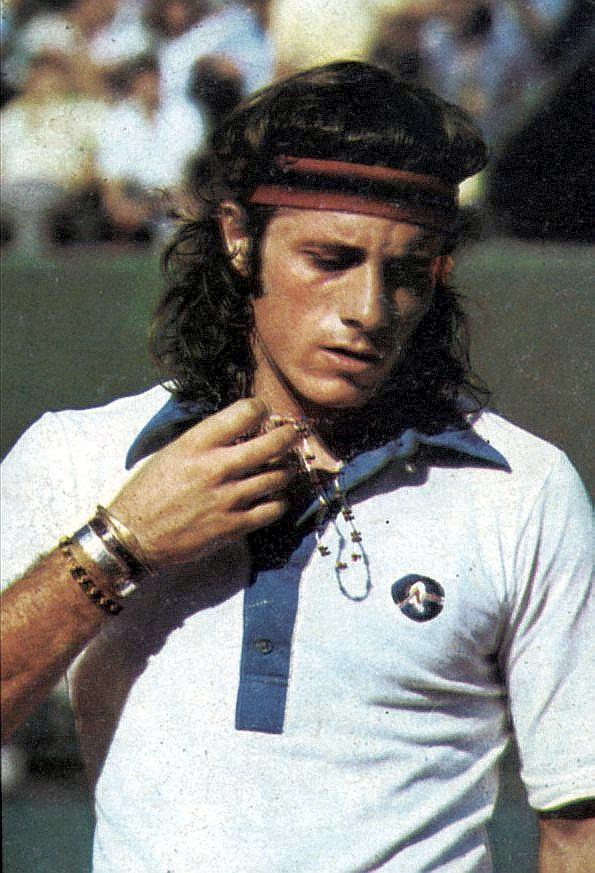
Guillermo Vilas.

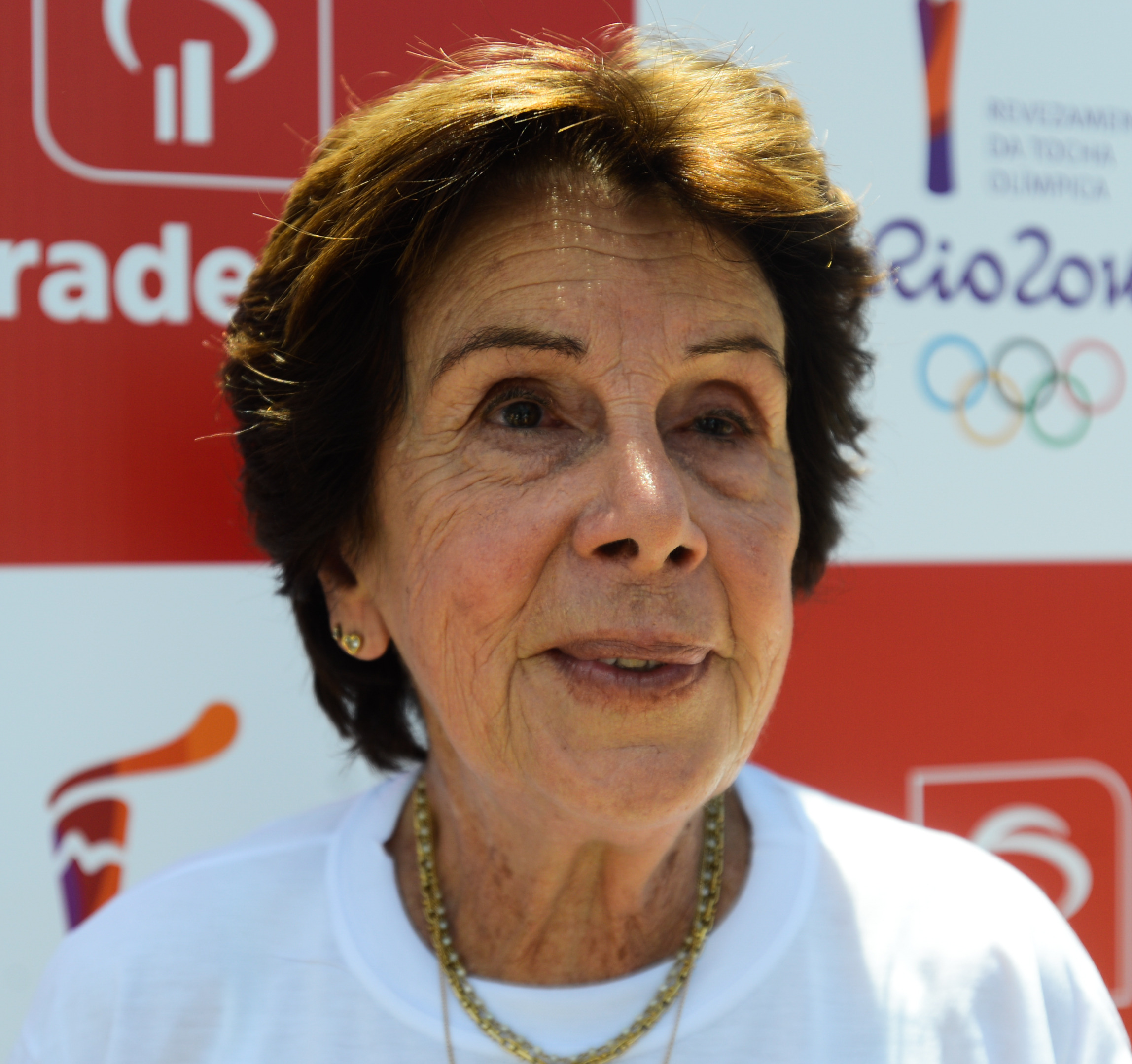
Maria Bueno.

Con respecto al tenis, Argentina, Brasil, Chile y Ecuador son los países que han conseguido logros importantes y por lo tanto se los considera potencias históricas en la región.
Ha habido una serie de tenistas sudamericanos que se han destacado en el mundo. El chileno Marcelo Ríos y el brasileño Gustavo Kuerten han sido número uno del mundo en la ATP, además el argentino Guillermo Vilas fue segundo.
Los tenistas sudamericanos que han sido campeones de torneos de Grand Slam son los siguientes: en individuales masculinos Guillermo Vilas, Gustavo Kuerten, Andrés Gómez, Gastón Gaudio y Juan Martín del Potro; en individuales femenino Anita Lizana, Maria Bueno y Gabriela Sabatini; en dobles masculino Andrés Gómez, Pablo Cuevas, Luis Horna, Marcelo Melo, Bruno Soares, Juan Sebastián Cabal y Robert Farah; en dobles femenino Maria Bueno, Fiorella Bonicelli, Paola Suárez y Gisela Dulko; finalmente en dobles mixtos Maria Bueno, Enrique Morea, Luis Ayala, Iván Molina, Fiorella Bonicelli, Thomaz Koch, Patricia Tarabini, Javier Frana, Bruno Soares, Luisa Stefani y Rafael Matos.
La Copa Mundial por Equipos fue ganada cuatro veces por el equipo argentino y dos por el equipo chileno. En cuanto a Juegos Olímpicos, Chile cuenta con dos medallas de oro, una de plata y una de bronce y Argentina con dos medallas de plata y tres de bronce. El único equipo sudamericano que ha ganado la Copa Davis ha sido Argentina, en 2016, contando con cuatro subcampeonatos. Chile fue subcampeón en 1976.

### Campeones de torneos de Grand Slam
| N.º | País      | Individuales                                                                                              | Dobles                                                                | Dobles mixto                                                                                         |
| --- | --------- | --- | --------------------------------------------------------------------- | --- |
| 1.  | Brasil    | 10 (7 títulos de Maria Bueno y 3 de Gustavo Kuerten)                                                      | 16 (11 títulos de Maria Bueno, 3 de Bruno Soares y 2 de Marcelo Melo) | 6 (3 títulos de Bruno Soares, 1 de Maria Bueno, 1 de Luisa Stefani y Rafael Matos, 1 de Thomaz Koch) |
| 2.  | Argentina | 7 (4 títulos de Guillermo Vilas, 1 de Gastón Gaudio, 1 de Juan Martín del Potro y 1 de Gabriela Sabatini) | 10 (8 de Paola Suárez, 1 de Gisela Dulko y 1 de Gabriela Sabatini)    | 2 (1 título de Enrique Morea, 1 de Patricia Tarabini y Javier Frana)                                 |
| 3.  | Ecuador   | 1 (Andrés Gómez)                                                                                          | 2 (Andrés Gómez)                                                      | 0 |
| 4.  | Chile     | 1 (Anita Lizana)                                                                                          | 0                                                                     | 1 (Luis Ayala)                                                                                       |
| 5.  | Colombia  | 0 | 2 (2 títulos de Juan Sebastián Cabal y Robert Farah)                  | 2 (1 título de Iván Molina y 1 de Juan Sebastián Cabal)                                              |
| 6.  | Uruguay   | 0 | 2 (1 título de Fiorella Bonicelli y 1 de Pablo Cuevas)                | 1 (Fiorella Bonicelli)                                                                               |
| 7.  | Perú      | 0 | 1 (Luis Horna)                                                        | 0 |
| 8.  | Paraguay  | 0 | 0                                                                     | 0 |
| 9.  | Bolivia   | 0 | 0                                                                     | 0 |
| 10. | Venezuela | 0 | 0                                                                     | 0 |

### Títulos ATP por país (Circuito de la ATP)
| N.º | País      | Individuales masculinos | Dobles masculinos | Total |
| --- | --------- | ----------------------- | ----------------- | ----- |
| 1.  | Argentina | 234                     | 227               | 461   |
| 2.  | Brasil    | 42                      | 149               | 191   |
| 3.  | Chile     | 59                      | 80                | 139   |
| 4.  | Ecuador   | 26                      | 45                | 71    |
| 5.  | Colombia  | 1                       | 42                | 43    |
| 6.  | Uruguay   | 12                      | 20                | 32    |
| 7.  | Paraguay  | 10                      | 22                | 32    |
| 8.  | Perú      | 11                      | 10                | 21    |
| 9.  | Venezuela | 2                       | 5                 | 7     |
| 10. | Bolivia   | 3                       | 0                 | 3     |

### Tenistas en el Top 10 de la ATP (era abierta)
| N.º | País      | Individuales masculinos | Dobles masculinos                                                                |
| --- | --------- | --- | -------------------------------------------------------------------------------- |
| 1.  | Argentina | 12 (Guillermo Vilas (#2), Guillermo Coria (#3) , David Nalbandian (#3), Juan Martín del Potro (#3), José Luis Clerc (#4), Gastón Gaudio (#5), Alberto Mancini (#8), Guillermo Cañas (#8), Diego Schwartzman (#8), Mariano Puerta (#9), Martín Jaite (#10), Juan Mónaco (#10)) | 1 (Horacio Zeballos (#1))                                                        |
| 2.  | Chile     | 3 (Marcelo Ríos (#1), Fernando González (#5), Nicolás Massú (#9)) | 1 (Hans Gildemeister (#5))                                                       |
| 3.  | Ecuador   | 2 (Andrés Gómez (#4), Nicolás Lapentti (#6)) | 1 (Andrés Gómez (#1))                                                            |
| 4.  | Brasil    | 1 (Gustavo Kuerten (#1)) | 4 (Marcelo Melo (#1), Bruno Soares (#2), Cássio Motta (#4), Carlos Kirmayr (#6)) |
| 5.  | Paraguay  | 1 Víctor Pecci (#9)) | 0                                                                                |
| 6.  | Colombia  | 0 | 2 (Robert Farah (#1), Juan Sebastián Cabal (#1))                                 |
| 7.  | Perú      | 0 | 0                                                                                |
| 8.  | Uruguay   | 0 | 0                                                                                |
| 9.  | Bolivia   | 0 | 0                                                                                |
| 10. | Venezuela | 0 | 0                                                                                |

### Tenistas en el Top 12 de la WTA
| N.º | País      | Individuales femeninos                          | Dobles femeninos                                                    |
| --- | --------- | ----------------------------------------------- | ------------------------------------------------------------------- |
| 1.  | Brasil    | 2 (Maria Bueno (#1), Beatriz Haddad Maia (#10)) | 3 (Maria Bueno (#1), Luisa Stefani (#9), Beatriz Haddad Maia (#10)) |
| 2.  | Argentina | 2 (Gabriela Sabatini (#3), Paola Suárez (#9))   | 3 (Paola Suárez (#1), Gisela Dulko (#1), Gabriela Sabatini (#3))    |
| 3.  | Chile     | 0                                               | 1 (Alexa Guarachi (#11))                                            |
| 4.  | Paraguay  | 0                                               | 0                                                                   |
| 5.  | Perú      | 0                                               | 0                                                                   |
| 6.  | Colombia  | 0                                               | 0                                                                   |
| 7.  | Ecuador   | 0                                               | 0                                                                   |
| 8.  | Uruguay   | 0                                               | 0                                                                   |
| 9.  | Bolivia   | 0                                               | 0                                                                   |
| 10. | Venezuela | 0                                               | 0                                                                   |

### Participaciones en Copa Davis (Sistema con Grupo Mundial)
| N.º | País      | Participaciones | Mejor resultado                           |
| --- | --------- | --------------- | ----------------------------------------- |
| 1.  | Argentina | 27              | Campeón (2016)                            |
| 2.  | Brasil    | 13              | Semifinales (1992, 2000)                  |
| 3.  | Chile     | 11              | Cuartos de final (1982, 2006, 2010)       |
| 4.  | Paraguay  | 7               | Cuartos de final (1983, 1984, 1985, 1987) |
| 5.  | Ecuador   | 6               | Cuartos de final (1985)                   |
| 6.  | Colombia  | 2               | Primera ronda (2019, 2021)                |
| 7.  | Perú      | 1               | Octavos de final (2008)                   |
| 8.  | Uruguay   | 0               | -                                         |
| 9.  | Bolivia   | 0               | -                                         |
| 10. | Venezuela | 0               | -                                         |

### Tenis de mesa

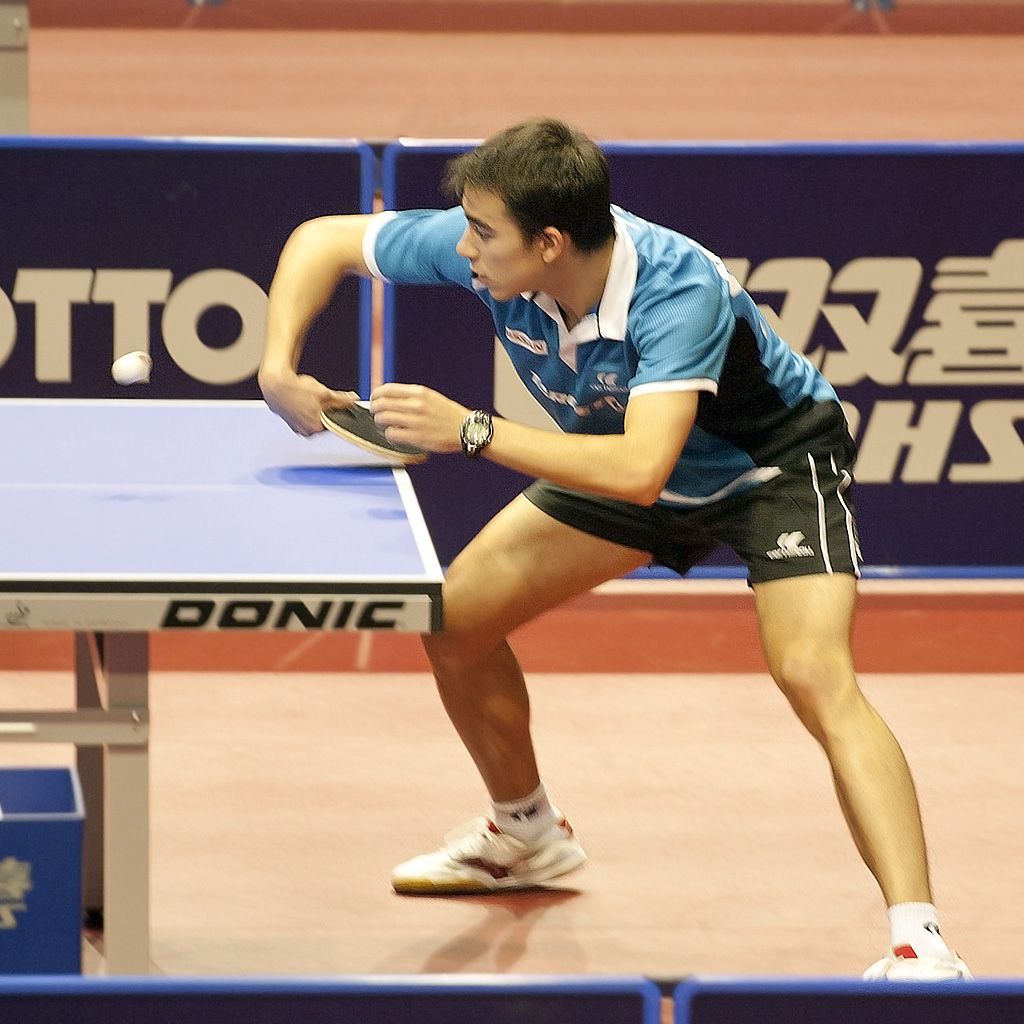
Hugo Calderano.

El tenis de mesa es muy popular y ampliamente jugado en Brasil, y el país tiene una tradición considerable en este deporte. El jugador más grande en la historia del país es Hugo Calderano, quien alcanzó el número 3 del mundo en 2022 (convirtiéndose en el mejor jugador de América de todos los tiempos), y fue el primer jugador de tenis de mesa masculino de América en ganar la Copa del Mundo de Tenis de Mesa, llegar a la final del Campeonato Mundial de Tenis de Mesa y llegar a las semifinales de los Juegos Olímpicos. Otros jugadores históricamente importantes en el país son Gustavo Tsuboi, Cláudio Kano, Hugo Hoyama y Bruna Takahashi. Los mejores jugadores de Argentina hasta ahora han sido Liu Song, Gastón Alto y Horacio Cifuentes. Por Chile destacó la jugadora Berta Rodríguez Olate y Tania Zeng.

### Tiro con arco

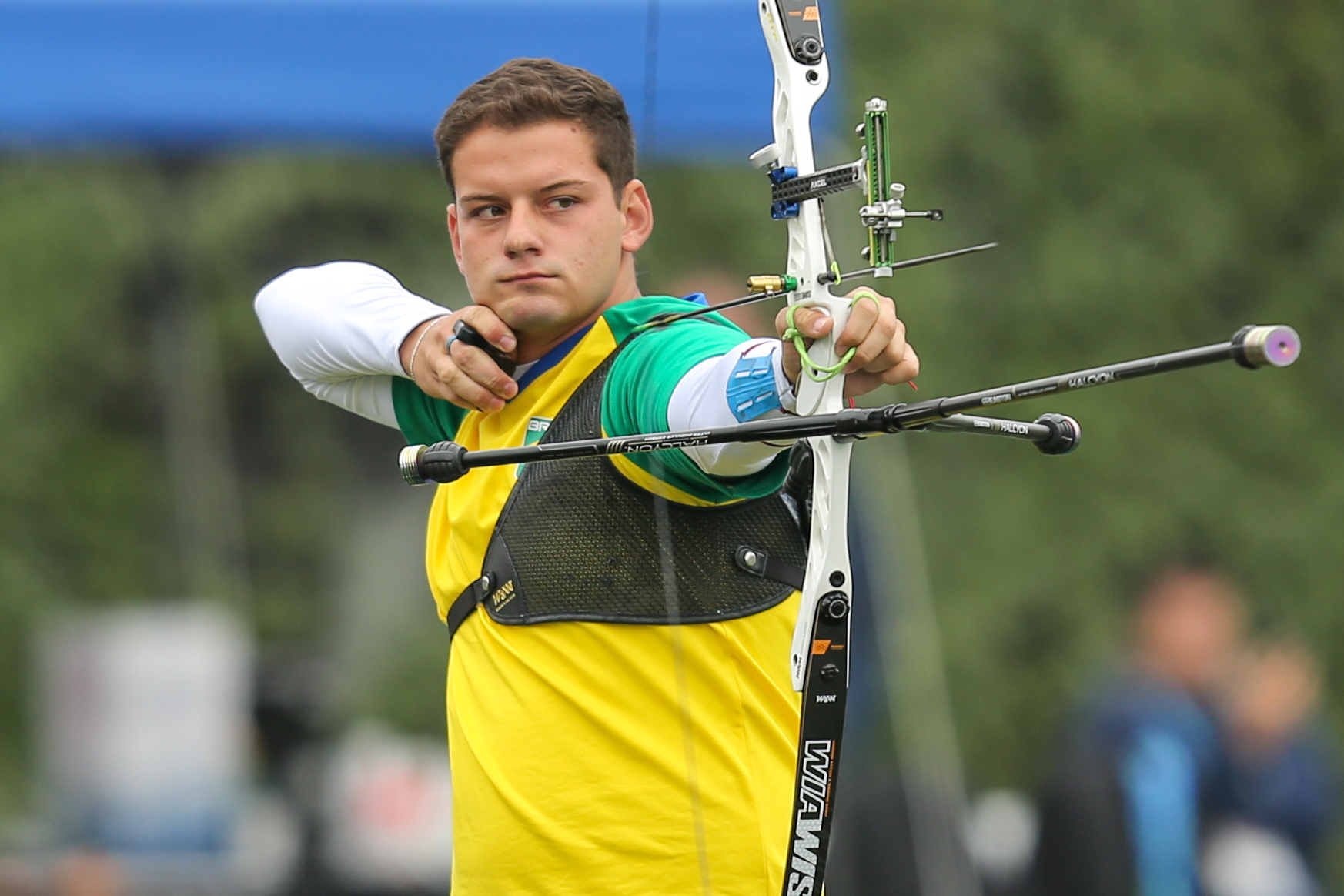
Marcus Vinicius D'Almeida.

Marcus Vinicius D'Almeida, en la categoría de arco recurvo, es el mayor atleta masculino de tiro con arco en la historia de Sudamérica, habiendo sido número 1 del mundo en 2023, y subcampeón mundial en 2021. La chilena Denisse van Lamoen ganó un título mundial en el arco recurvo en 2011, y la colombiana Natalia Sánchez fue medallista de bronce mundial en 2009. En el arco de poleas (que no participa en los Juegos Olímpicos), destaca la colombiana Sara López, múltiple campeona mundial.

### Vela

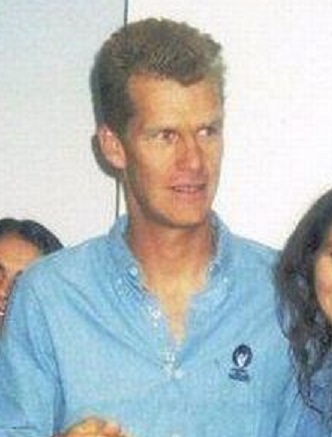
Robert Scheidt.

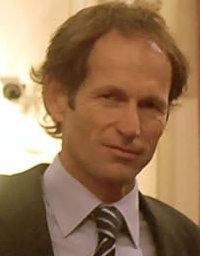
Santiago Lange.

A pesar de ser la vela un deporte costoso para la población en general, Brasil tiene una gran tradición. El mayor centro de estos deportes en América del Sur es Río de Janeiro y su ciudad vecina Niterói. Varios medallistas olímpicos en vela se han entrenado en la Bahía de Guanabara, como Martine Grael, Clinio Freitas, Daniel Adler, Eduardo Penido, Isabel Swan, Kiko Pellicano, Marcelo Ferreira, Marcos Soares, Nelson Falcão y Ronaldo Senfft. El país también tiene medallistas olímpicos de São Paulo como Robert Scheidt, Torben Grael, Lars Grael, Kahena Kunze, Reinaldo Conrad, Alexandre Welter, Bruno Prada y Peter Ficker, además de Fernanda Oliveira y Lars Björkström. Argentina también entrena atletas de alto nivel en vela. Santiago Lange y Cecilia Carranza fueron campeones olímpicos en los Juegos Olímpicos de Río de Janeiro 2016. Argentina también ha ganado 5 medallas de plata y 5 de bronce en este deporte.

### Voleibol

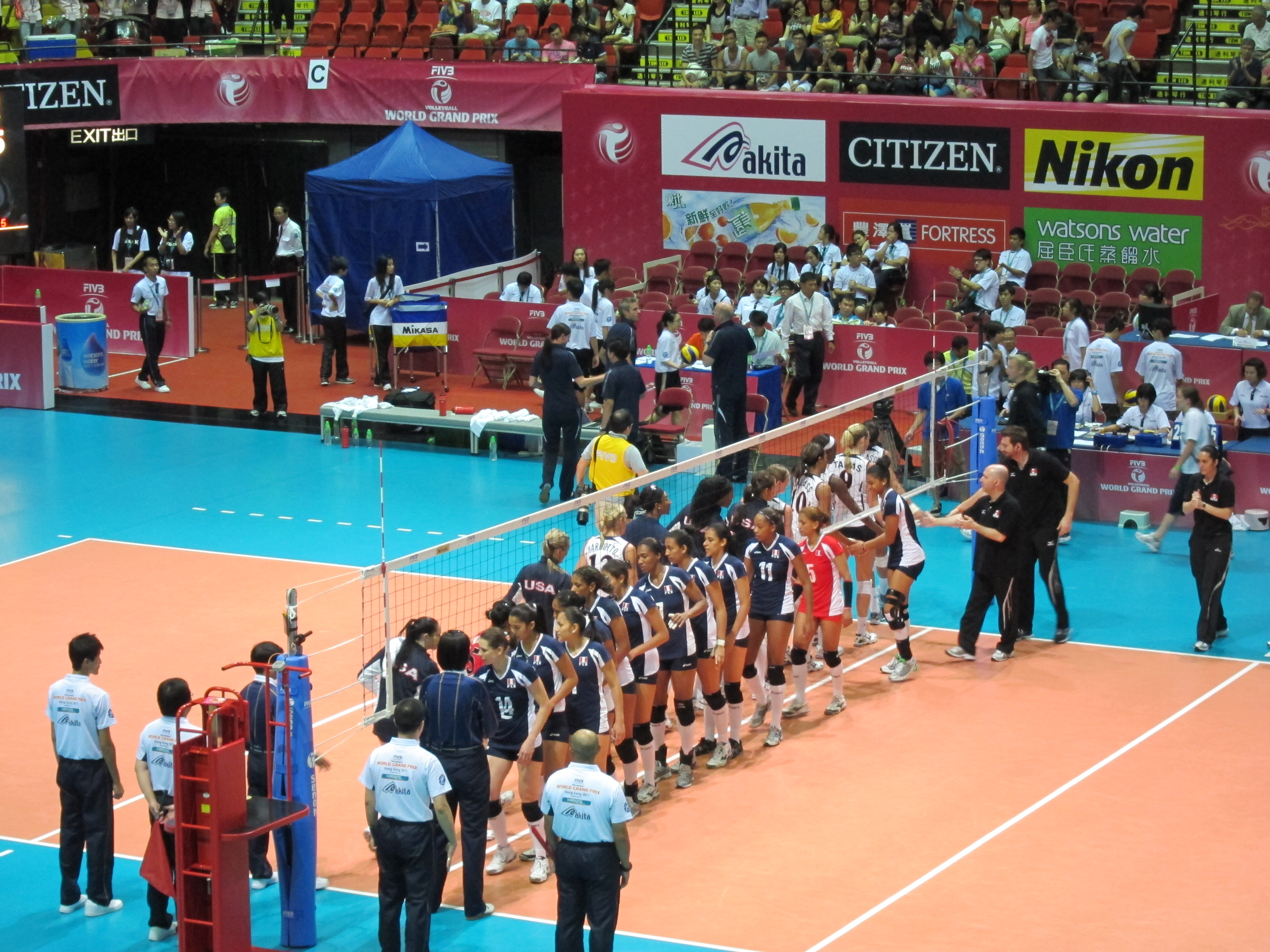
La selección femenina de Perú fue una de las mejores del mundo en la década de los 80.

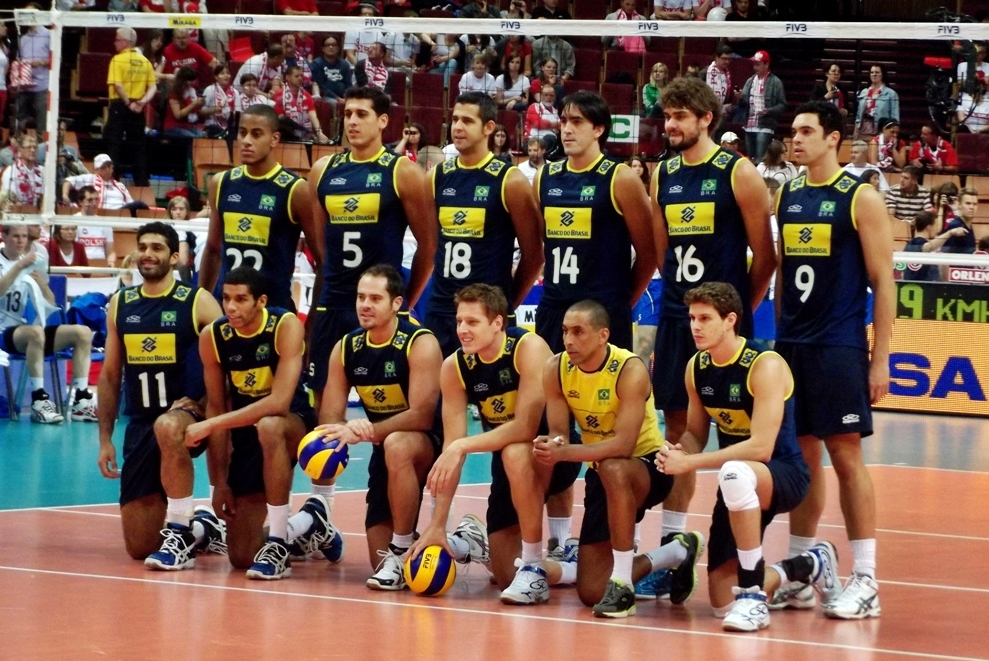
Selección masculina de voleibol de Brasil.

En el voleibol, los países sudamericanos que se destacan internacionalmente son: Brasil (ambas ramas), Argentina (varones) y Perú (mujeres).
La Selección masculina de Brasil tiene 6 medallas olímpicas (3 de oro, 3 de plata), 7 medallas de campeonatos mundiales (3 de oro, 3 de plata, 1 de bronce), y ha ganado nueve Ligas Mundiales, mientras que la selección femenina de Brasil ha obtenido dos medallas de oro, una de plata y dos de bronce en los Juegos Olímpicos, así como cuatro subcampeonatos en los Campeonatos del Mundo.
En la década de 1980, la Selección femenina de voleibol del Perú fue una de las más fuertes del mundo, ganando una medalla de plata olímpica en 1988, así como una medalla de plata en 1982 y una de bronce en 1986 en el Campeonato Mundial. Sin embargo, su última participación en los Juegos Olímpicos fue en el año 2000, y no participa en campeonatos mundiales desde 1994.
La Selección masculina de Argentina ha ganado 2 medallas de bronce en los Juegos Olímpicos de 1988 y 2020, y obtuvo el tercer puesto en el Campeonato Mundial de 1982.
La Selección masculina de Venezuela también obtuvo logros en torneos continentales, como la medalla de oro en los Juegos Panamericanos 2003 y medallas de plata y bronce en el Campeonato Sudamericano de Voleibol Masculino.

### Voleibol de playa

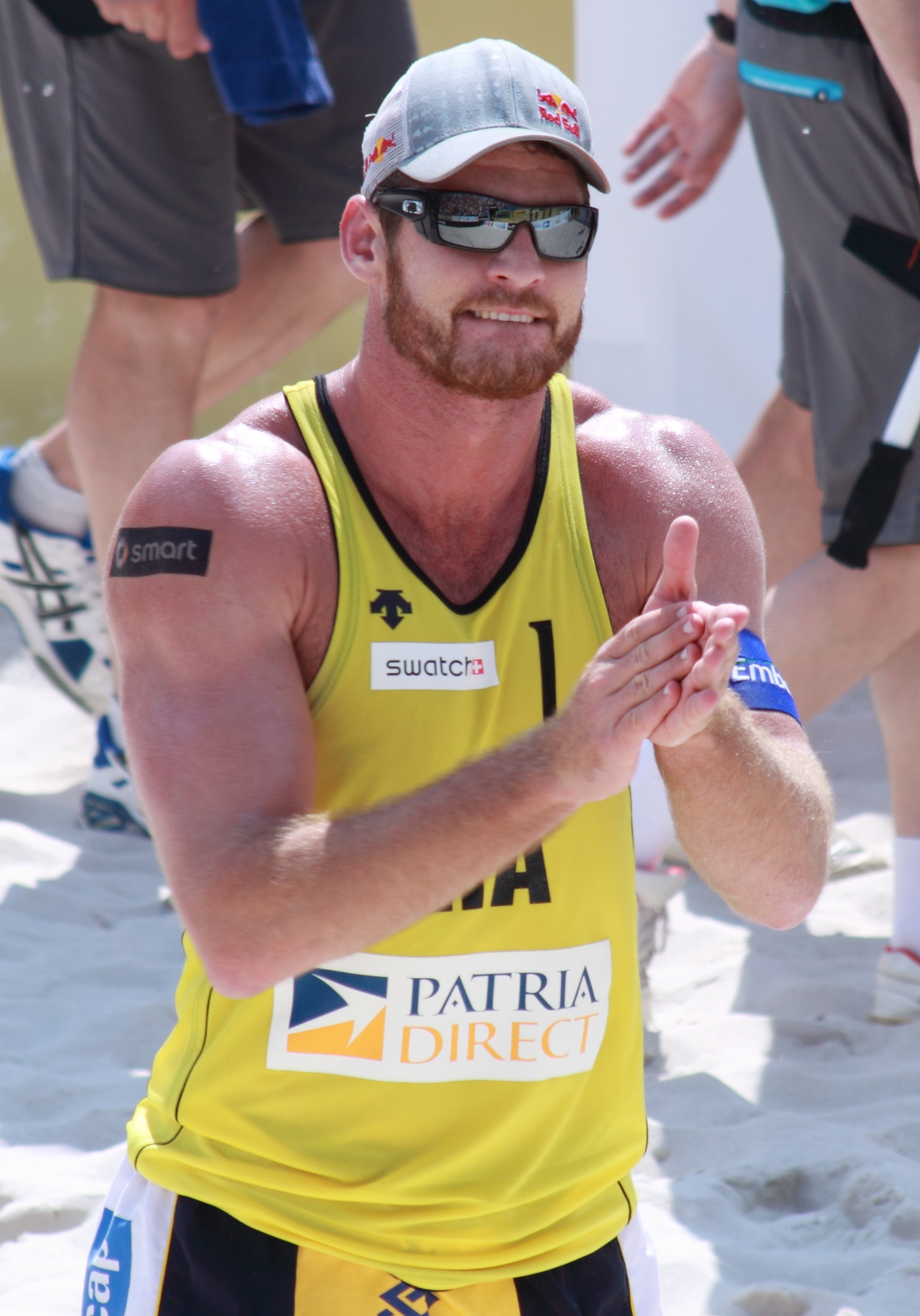
Alison Cerutti.

Brasil es uno de los países más fuertes del mundo en voleibol de playa, deporte muy practicado en el país debido a su extenso litoral, principalmente en Río de Janeiro y en la Región Nordeste del país. Hasta los Juegos Olímpicos de 2020, el país tenía 2 oros, 3 platas y 1 bronce en la modalidad masculina, y 1 oro, 4 platas y 2 bronces en la modalidad femenina. Argentina, Chile y Venezuela suelen enviar representantes a los Juegos Olímpicos, pero sin ningún resultado expresivo hasta el momento. En campeonatos mundiales, además de varios títulos obtenidos por brasileños, los argentinos Mariano Baracetti y Martín Conde fueron campeones mundiales en 2001.

## Deportes nacionales o locales
Existen algunos países sudamericanos que cuentan con un deporte nacional. La mayoría de estos deportes solamente se practican en sus países de origen y son parte de la cultura popular. En algunos países el deporte nacional está declarado por ley:
En Argentina el pato, un deporte ecuestre similar al polo. Este deporte nació de la mano de los gauchos que lo practicaban en sus estancias. Fue declarado oficialmente deporte nacional argentino en 1953 por el entonces presidente Juan Domingo Perón.
En Chile el rodeo es el deporte nacional. Consiste en que dos huasos montados en caballos chilenos logren detener a un toro dentro de una medialuna. Es uno de los deportes más populares del país y se practica también en Argentina, específicamente en la Región de Cuyo, en donde es conocido como "rodeo cuyano".
En Colombia el deporte nacional es el tejo. Este tradicional juego se disputa en territorio cafetero desde antes de la llegada de los españoles a América y fue declarado deporte nacional de Colombia en junio de 2000 por el Congreso de la República de Colombia.
Otro país que cuenta con un deporte nacional es Ecuador. El ecuavóley es una variante del voleibol y los ecuatorianos lo consideran su deporte nacional.
En Perú la Paleta Fronton es el deporte nacional, es un derivado del Pelota mano, nacido en 1945 en el club Regatas Lima, es conocido en otros países, donde hay canchas de Fronton en clubes, es un deporte popular en Perú, solo en Lima hay más de 1200 canchas. Actualmente se está desarrollando muy rápido, haciéndose cada vez más conocido en el mundo, ya se juegan torneos internacionales de Paleta Fronton, los cuales cuentan con la participación incluso de países intecontinentales.

## Juegos Olímpicos
Los deportistas sudamericanos han estado presentes desde los primeros Juegos Olímpicos. El atleta chileno Luis Subercaseaux participó en los Juegos Olímpicos de Atenas 1896, siendo el primer deportista sudamericano en participar en dichos juegos. Argentina fue el único país de Hispanoamérica que integró el primer Comité Olímpico Internacional junto a otros 11 países.
Brasil es el país sudamericano que más medallas de oro ha obtenido, seguido de cerca por Argentina. Los primeros Juegos Olímpicos realizados en América del Sur se disputaron en Río de Janeiro, Brasil, en 2016. Argentina además, fue el primer país latinoamericano en organizar los Juegos Olímpicos de la Juventud en 2018. Bolivia es el único país sudamericano que nunca ha obtenido medallas en los Juegos Olímpicos.
| Núm. | País      | Oro | Plata | Bronce | Total |
| ---- | --------- | --- | ----- | ------ | ----- |
| 27   | Brasil    | 40  | 49    | 81     | 170   |
| 35   | Argentina | 22  | 27    | 31     | 80    |
| 59   | Colombia  | 5   | 16    | 16     | 37    |
| 63   | Venezuela | 4   | 7     | 10     | 21    |
| 71   | Ecuador   | 4   | 4     | 2      | 10    |
| 77   | Chile     | 3   | 8     | 4      | 15    |
| 79   | Uruguay   | 2   | 2     | 6      | 10    |
| 85   | Perú      | 1   | 3     | 1      | 5     |
| 98   | Surinam   | 1   | 0     | 1      | 2     |
| 120  | Paraguay  | 0   | 1     | 0      | 1     |
| 134  | Guyana    | 0   | 0     | 1      | 1     |

### Juegos Olímpicos de la Juventud
| Núm. | País      | Oro | Plata | Bronce | Total |
| ---- | --------- | --- | ----- | ------ | ----- |
| 12   | Argentina | 13  | 10    | 15     | 38    |
| 17   | Brasil    | 10  | 13    | 9      | 32    |
| 22   | Colombia  | 7   | 6     | 5      | 18    |
| 54   | Venezuela | 2   | 8     | 5      | 15    |
| 69   | Ecuador   | 1   | 3     | 3      | 7     |
| 78   | Perú      | 1   | 0     | 2      | 3     |
| 81   | Bolivia   | 1   | 0     | 0      | 1     |
| 81   | Chile     | 1   | 0     | 0      | 1     |
| 81   | Uruguay   | 1   | 0     | 0      | 1     |
| -    | Guyana    | 0   | 0     | 0      | 0     |
| -    | Surinam   | 0   | 0     | 0      | 0     |
| -    | Paraguay  | 0   | 0     | 0      | 0     |

### Juegos Olímpicos de Invierno
En los Juegos Olímpicos de Invierno ningún país sudamericano o latinoamericano ha obtenido medallas. Argentina logró un 4.º y 5.º puesto en los Juegos Olímpicos de Invierno de 1928 celebrados Sankt-Moritz, Suiza en el bobsled. En toda la historia de estos Juegos Olímpicos las delegaciones sudamericanas se componen de la siguiente manera: Argentina ha llevado en total 169 deportistas, Chile 68 deportistas, Brasil 34 deportistas, Bolivia 18 deportistas, Colombia y Perú 1 deportista; Venezuela, Paraguay, Uruguay y Ecuador nunca llevaron competidores a los Juegos Olímpicos de Invierno.

### Juegos Olímpicos de la Juventud de invierno
En los Juegos Olímpicos de la Juventud de invierno, Colombia ha hecho historia obteniendo la primera medalla en una competencia olímpica de invierno lograda por Diego Amaya Martínez, quien ganó la medalla de plata en patinaje de velocidad sobre pista corta en los Juegos de la Juventud de invierno de Lausana 2020.
| Núm. | País      | Oro | Plata | Bronce | Total |
| ---- | --------- | --- | ----- | ------ | ----- |
| -    | Argentina | 0   | 0     | 0      | 0     |
| 39   | Brasil    | 0   | 0     | 1      | 1     |
| 35   | Colombia  | 0   | 1     | 0      | 1     |
| -    | Venezuela | 0   | 0     | 0      | 0     |
| -    | Ecuador   | 0   | 0     | 0      | 0     |
| -    | Perú      | 0   | 0     | 0      | 0     |
| -    | Bolivia   | 0   | 0     | 0      | 0     |
| -    | Chile     | 0   | 0     | 0      | 0     |
| -    | Uruguay   | 0   | 0     | 0      | 0     |
| -    | Guyana    | 0   | 0     | 0      | 0     |
| -    | Surinam   | 0   | 0     | 0      | 0     |
| -    | Paraguay  | 0   | 0     | 0      | 0     |

## Juegos Panamericanos
Al igual que en los Juegos Olímpicos, los países sudamericanos con más medallas en los Juegos Panamericanos son Brasil y Argentina, seguidos por Colombia, Venezuela y Chile.
Los Juegos Panamericanos se realizaron en Argentina en 1951 y 1995 (además de la edición invernal de 1990), Brasil en 1963 y 2007, Colombia en 1971 y Venezuela en 1983, a la vez que Perú fue sede en 2019 y Chile en 2023.
- Actualizado hasta Santiago 2023.[73][74][75]

| Núm. | País      | Oro | Plata | Bronce | Total |
| ---- | --------- | --- | ----- | ------ | ----- |
| 4    | Brasil    | 449 | 475   | 654    | 1578  |
| 5    | Argentina | 344 | 385   | 496    | 1225  |
| 7    | Colombia  | 164 | 209   | 294    | 667   |
| 8    | Venezuela | 110 | 234   | 318    | 662   |
| 9    | Chile     | 69  | 141   | 205    | 415   |
| 11   | Ecuador   | 45  | 49    | 93     | 184   |
| 14   | Perú      | 29  | 46    | 105    | 180   |
| 16   | Uruguay   | 14  | 34    | 53     | 101   |
| 23   | Bolivia   | 3   | 5     | 10     | 18    |
| 25   | Surinam   | 3   | 3     | 5      | 11    |
| 26   | Paraguay  | 2   | 5     | 16     | 23    |
| 27   | Guyana    | 2   | 5     | 14     | 21    |

## Juegos Suramericanos
Los Juegos Suramericanos se disputan desde 1978. Los realiza la Organización Deportiva Suramericana (ODESUR), integrada por los comités olímpicos nacionales de la región.
| Núm.  | País                  | Oro  | Plata | Bronce | Total  | Orden por Total |
| ----- | --------------------- | ---- | ----- | ------ | ------ | --------------- |
| 1     | Argentina             | 945  | 823   | 797    | 2565   | 1               |
| 2     | Brasil                | 869  | 702   | 635    | 2206   | 2               |
| 3     | Colombia              | 585  | 503   | 509    | 1596   | 4               |
| 4     | Venezuela             | 564  | 515   | 554    | 1633   | 3               |
| 5     | Chile                 | 391  | 486   | 598    | 1475   | 5               |
| 6     | Ecuador               | 213  | 265   | 407    | 885    | 6               |
| 7     | Perú                  | 209  | 288   | 400    | 897    | 7               |
| 8     | Uruguay               | 75   | 129   | 165    | 369    | 8               |
| 9     | Bolivia               | 33   | 85    | 157    | 275    | 9               |
| 10    | Paraguay              | 27   | 70    | 76     | 173    | 10              |
| 11    | Panamá                | 16   | 19    | 36     | 71     | 11              |
| 12    | Surinam               | 9    | 3     | 12     | 24     | 12              |
| 13    | Antillas Neerlandesas | 7    | 7     | 17     | 31     | 13              |
| 14    | Aruba                 | 3    | 8     | 11     | 22     | 14              |
| 15    | Guyana                | 2    | 5     | 15     | 22     | 15              |
| 16    | Curazao               | 0    | 1     | 0      | 1      | 16              |
| TOTAL | TOTAL                 | 3954 | 3908  | 4400   | 12 262 |                 |

ODESUR también realiza los Juegos Suramericanos de Playa desde 2009 y los Juegos Suramericanos de la Juventud desde 2013.